# Mistrovství Evropy ve fotbale 2020 (soupisky)
| Zlato             | Stříbro           | Bronz                | Bronz             |
| ----------------- | ----------------- | -------------------- | ----------------- |
| Itálie • Soupiska | Anglie • Soupiska | Španělsko • Soupiska | Dánsko • Soupiska |

## Kapitáni

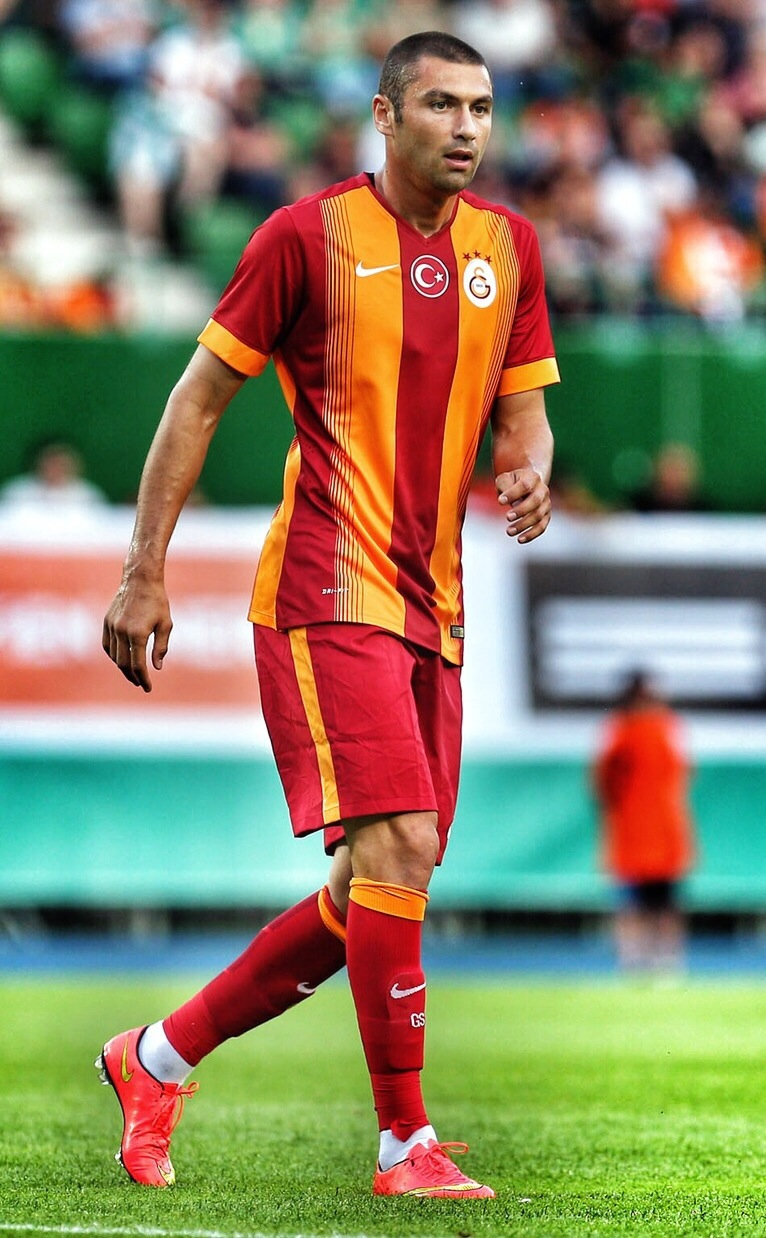
Turecko  Burak Yılmaz
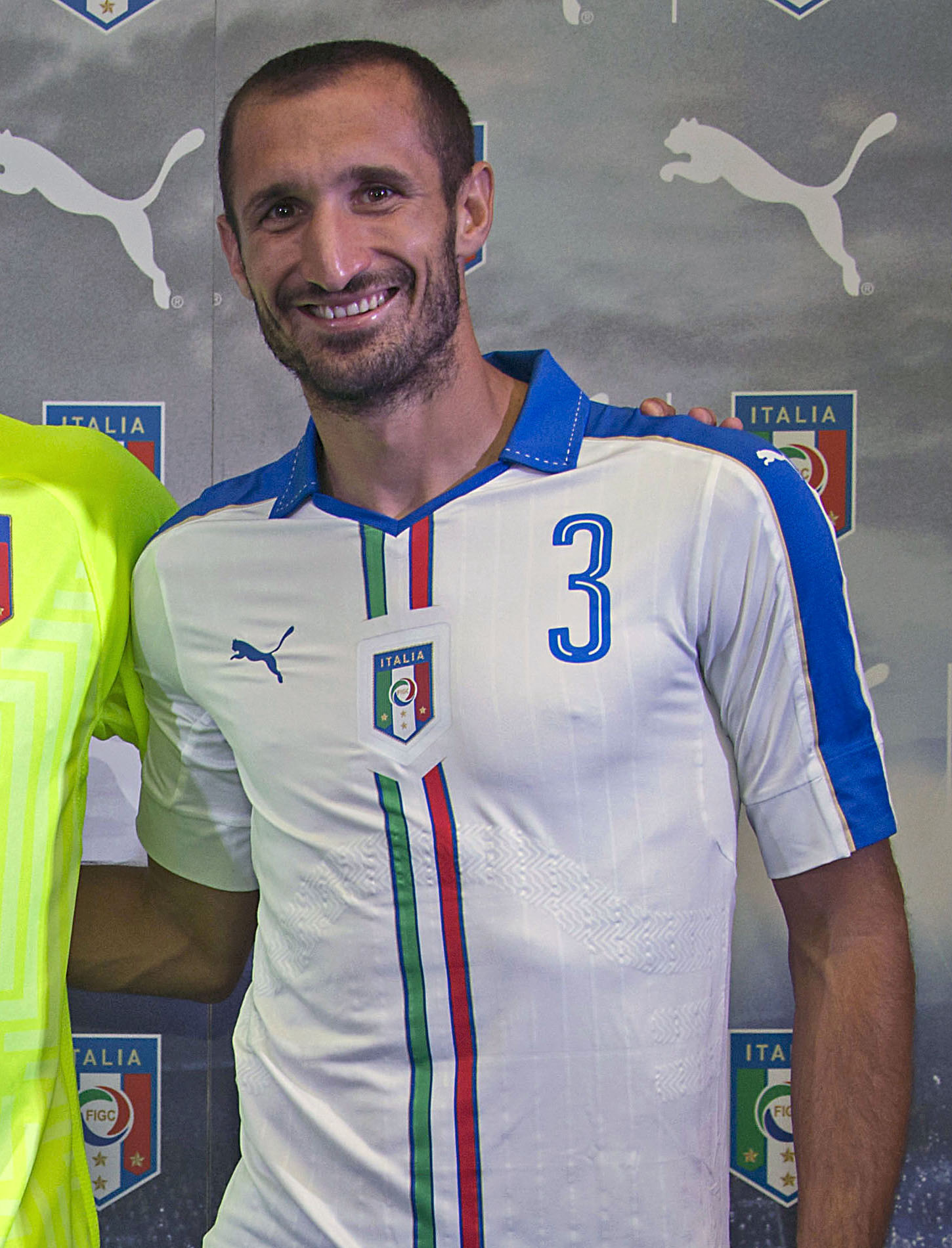
Itálie  Giorgio Chiellini
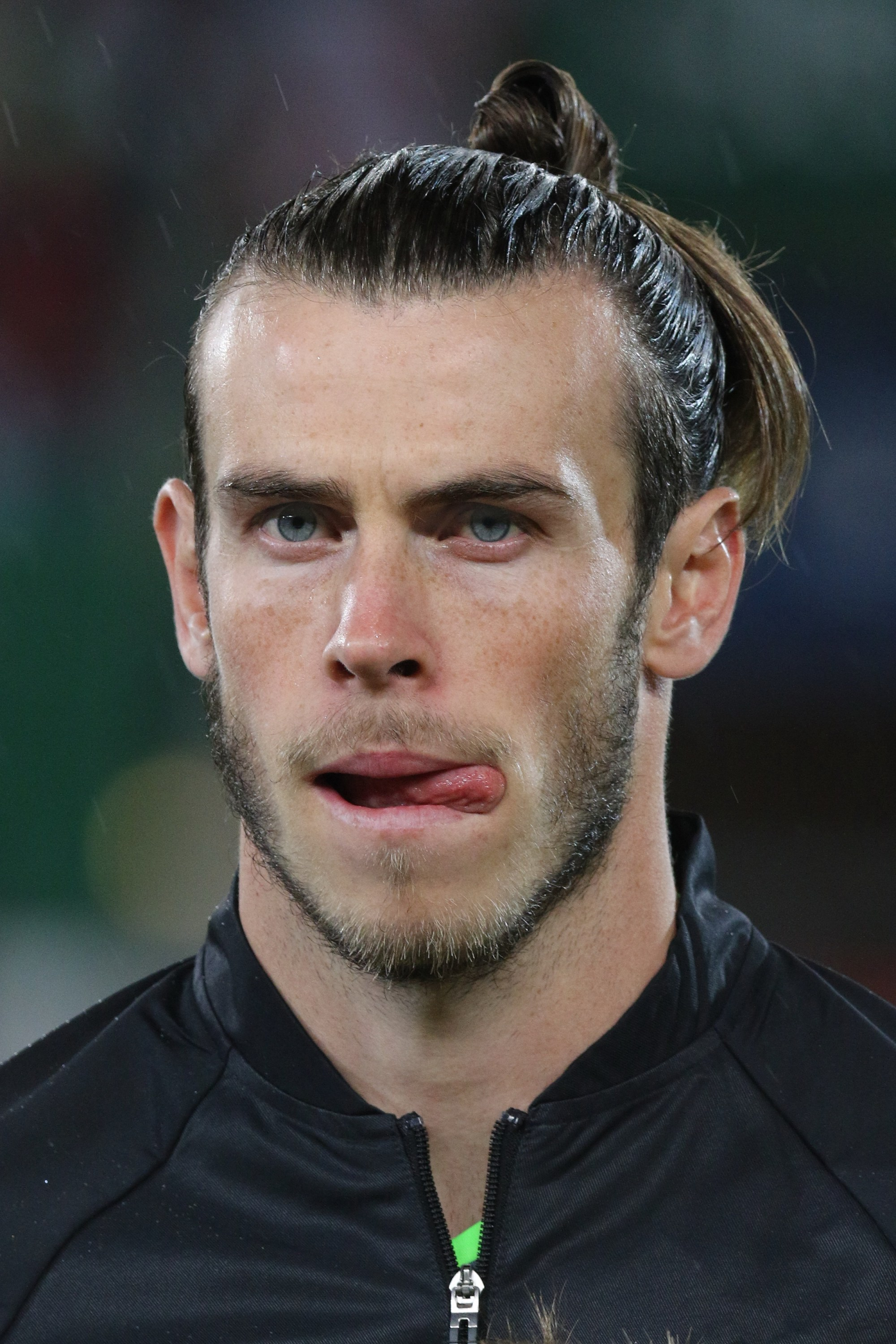
Wales  Gareth Bale
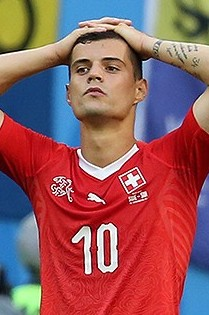
Švýcarsko  Granit Xhaka
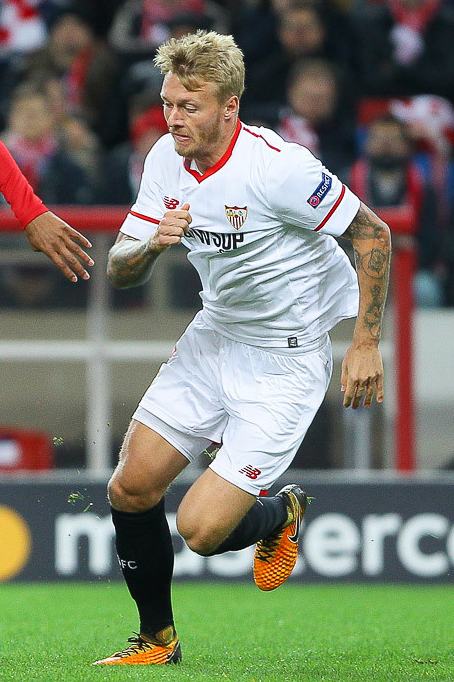
Dánsko  Simon Kjær
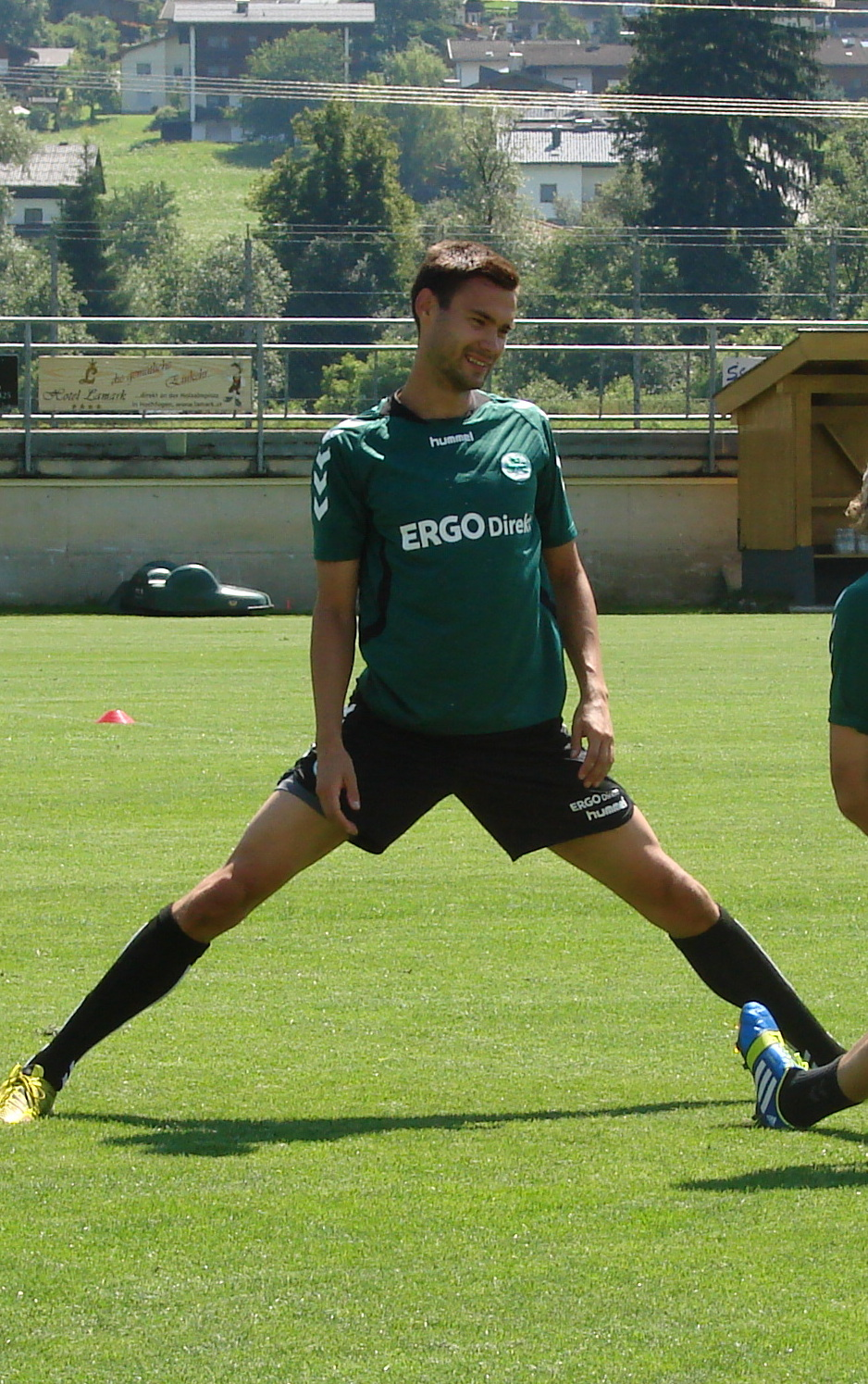
Finsko  Tim Sparv
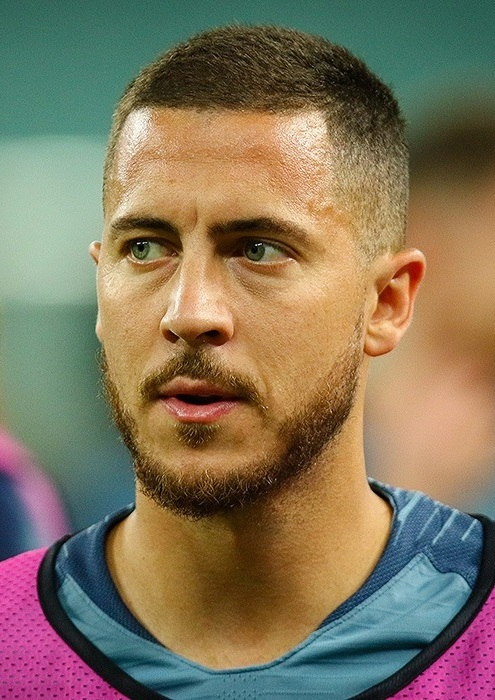
Belgie  Eden Hazard
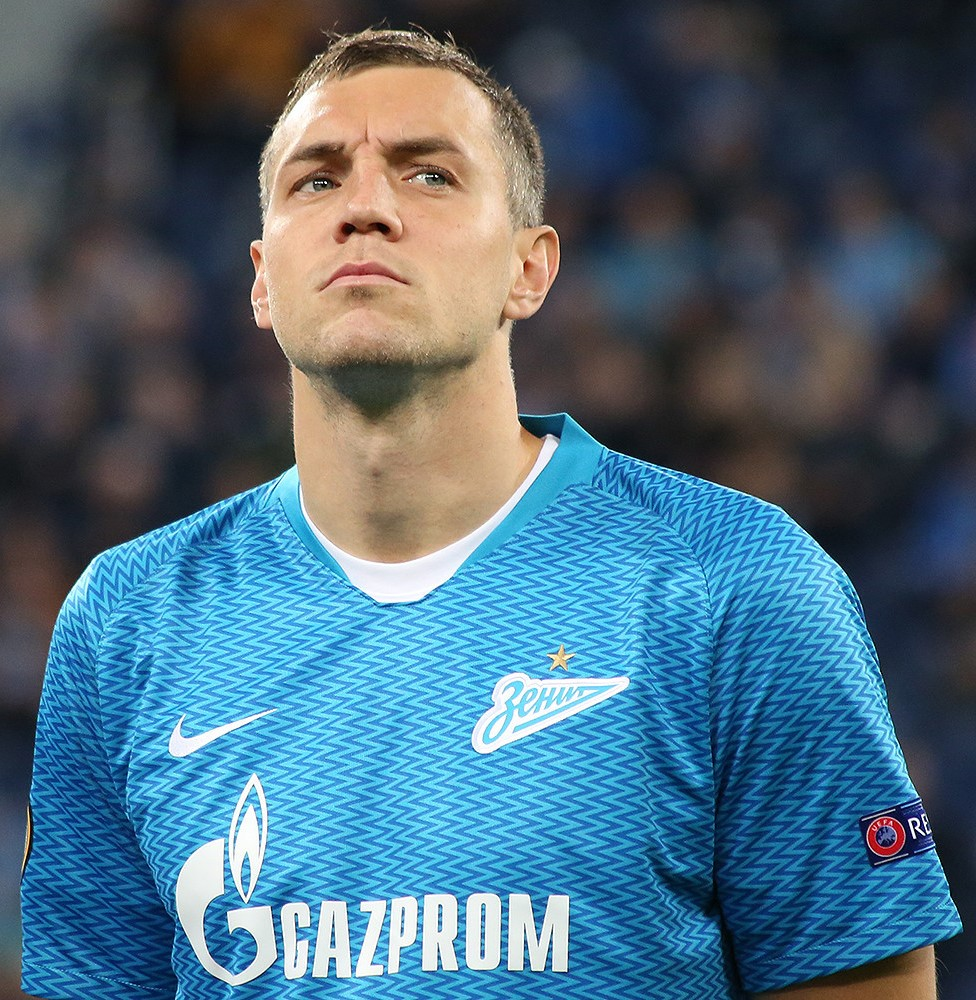
Rusko  Arťom Dzjuba
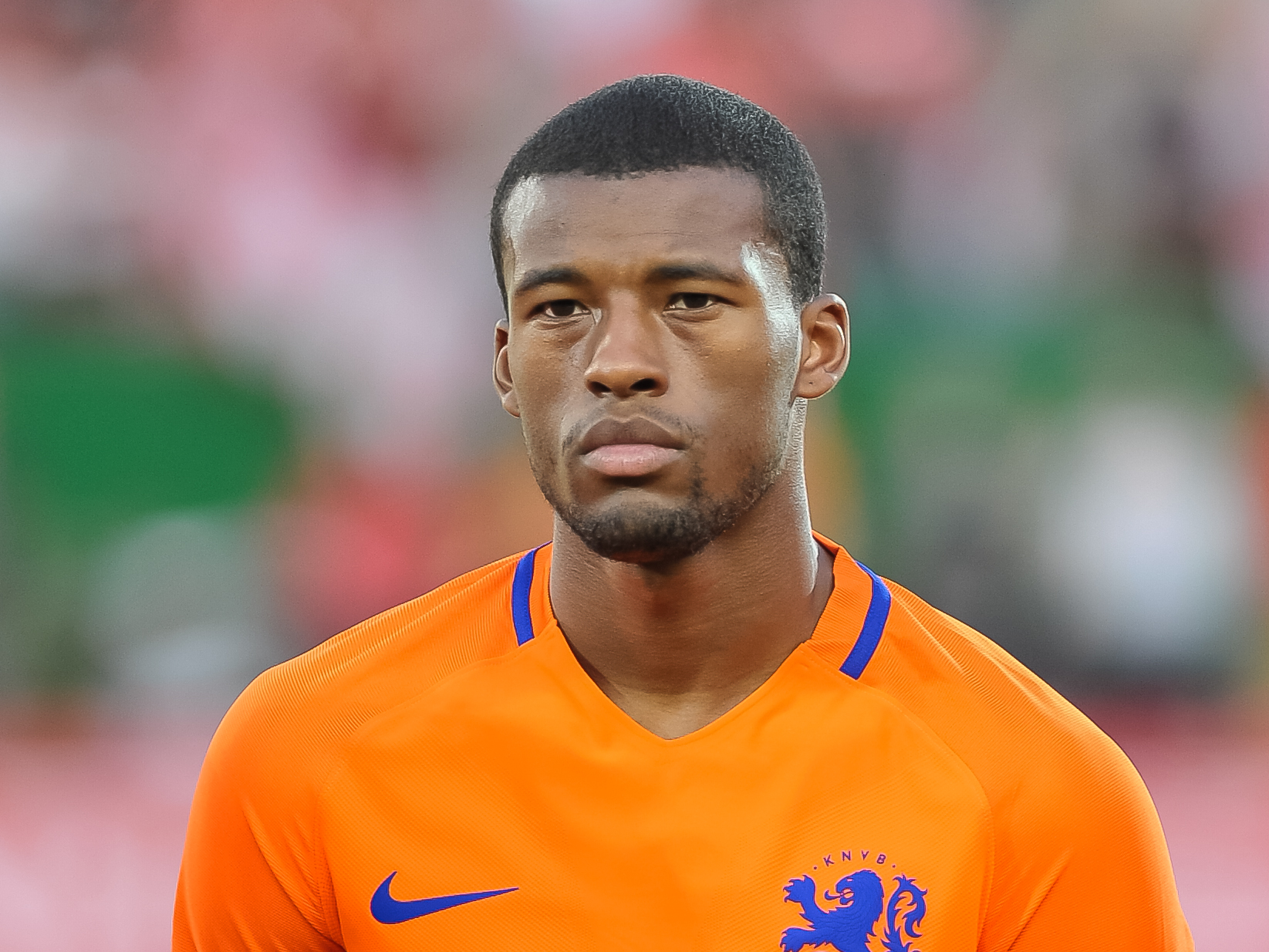
Nizozemsko  Georginio Wijnaldum
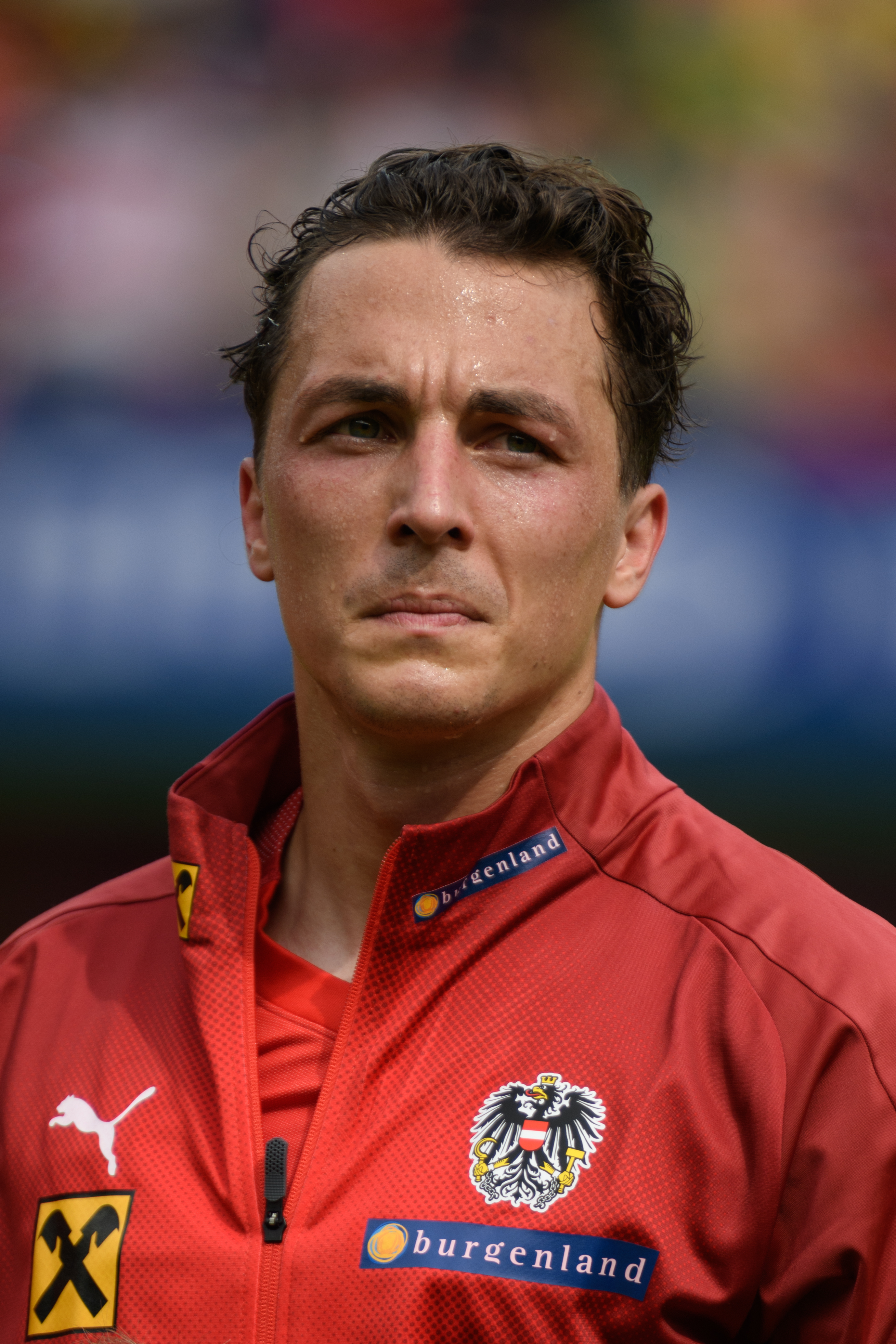
Rakousko  Julian Baumgartlinger
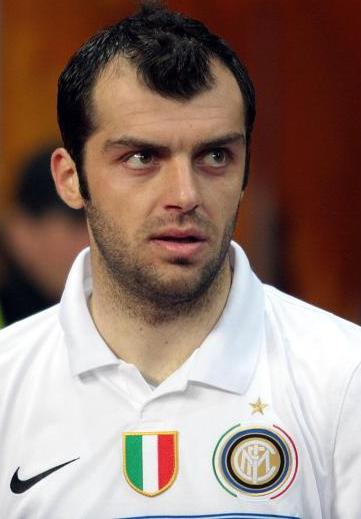
Severní Makedonie  Goran Pandev
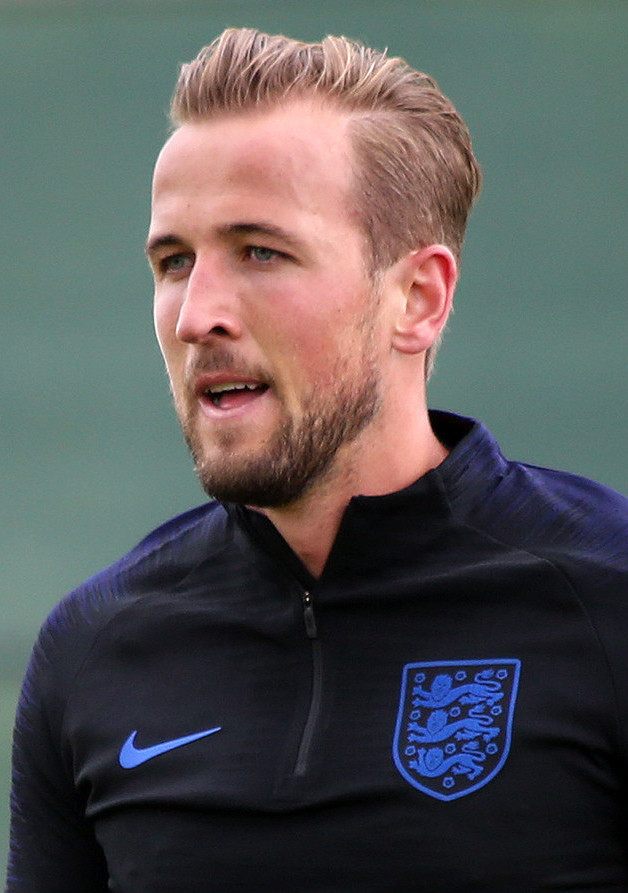
Anglie  Harry Kane
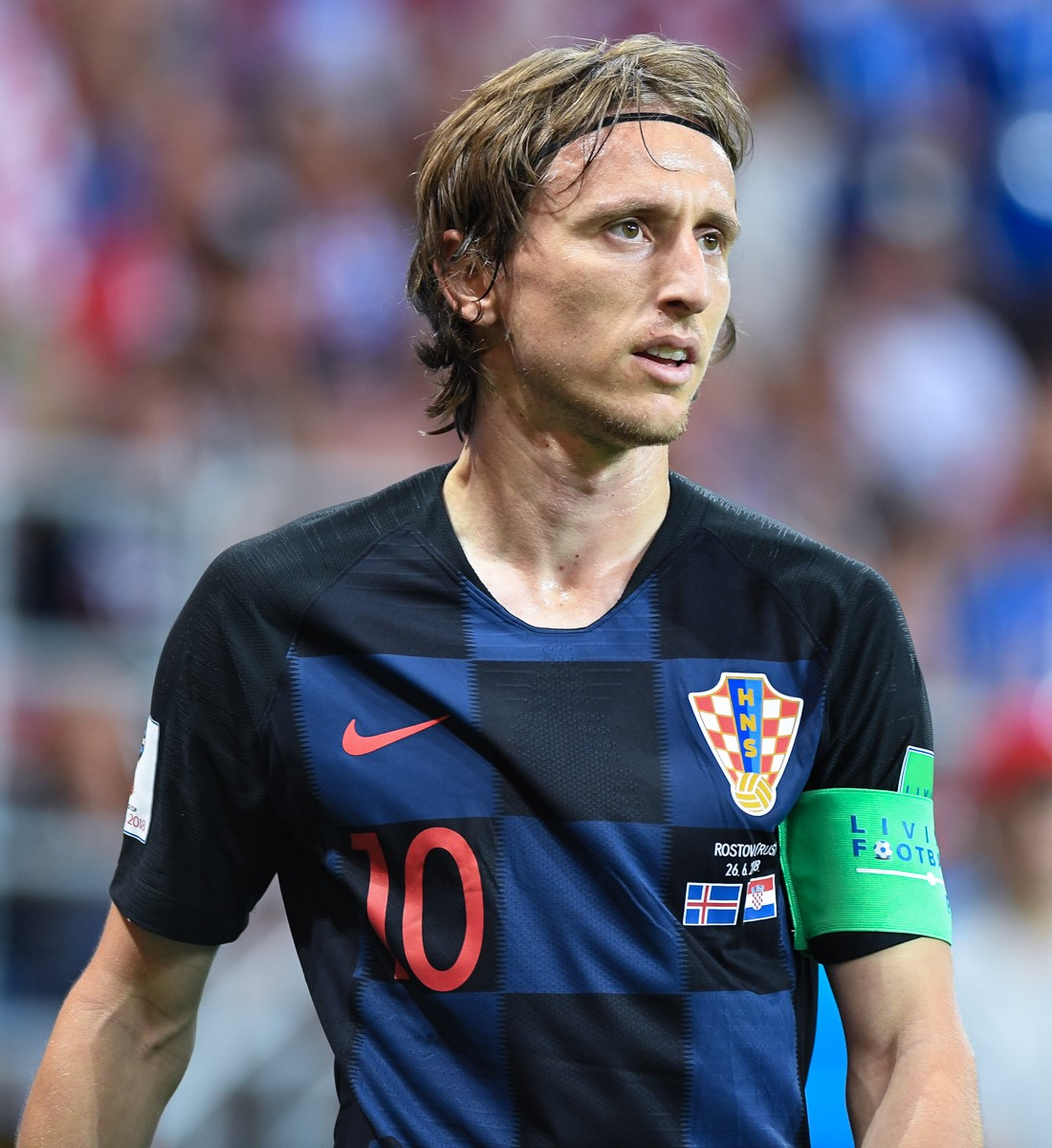
Chorvatsko  Luka Modrić
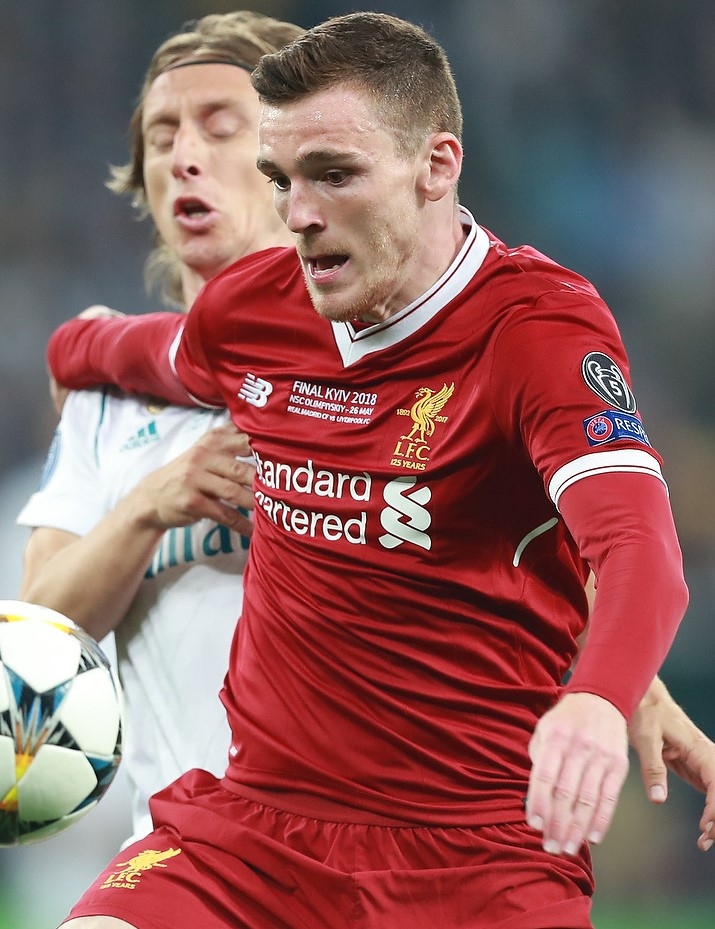
Skotsko  Andrew Robertson
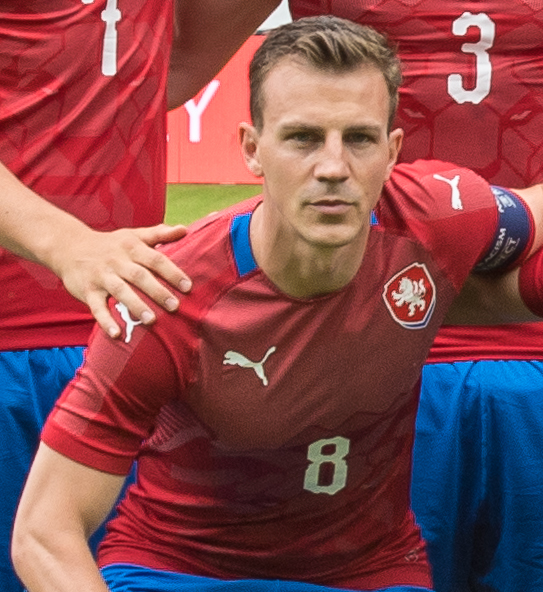
Česko  Vladimír Darida
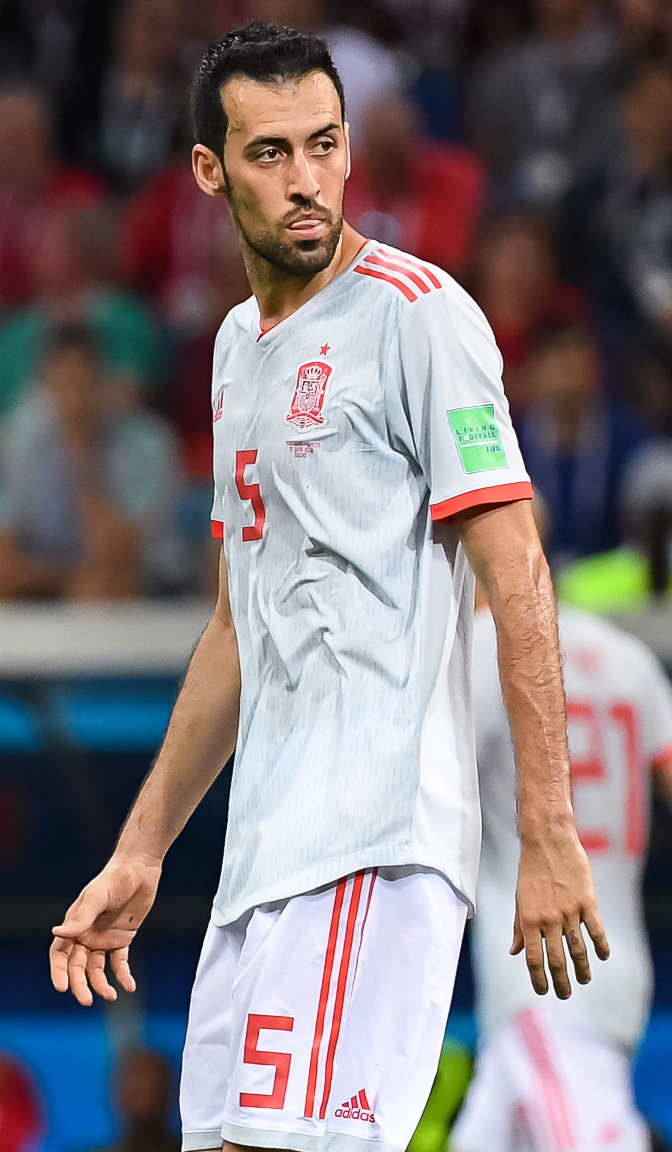
Španělsko  Sergio Busquets
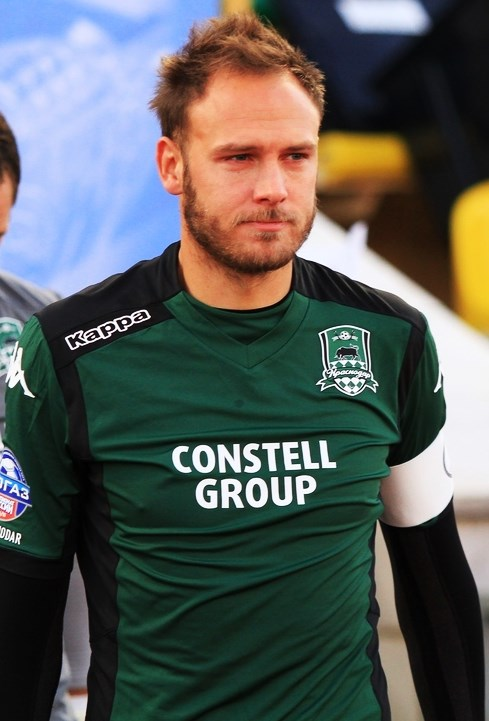
Švédsko  Andreas Granqvist
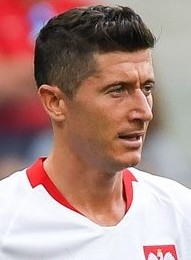
Polsko  Robert Lewandowski
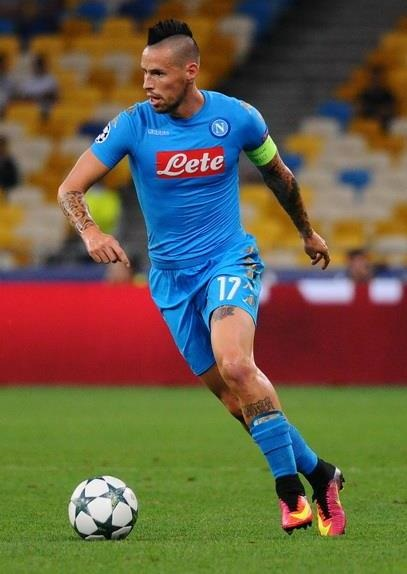
Slovensko  Marek Hamšík
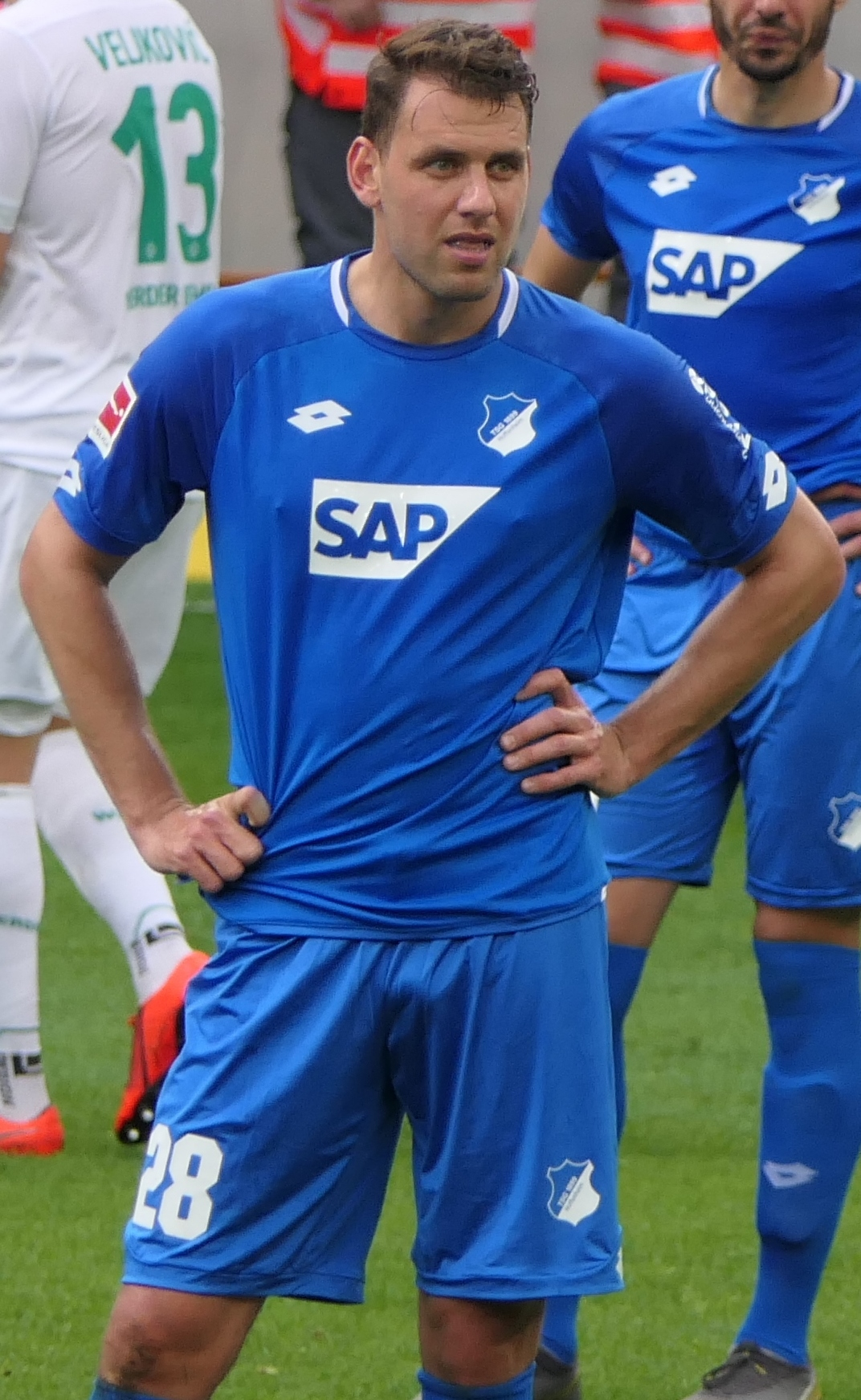
Maďarsko  Ádám Szalai
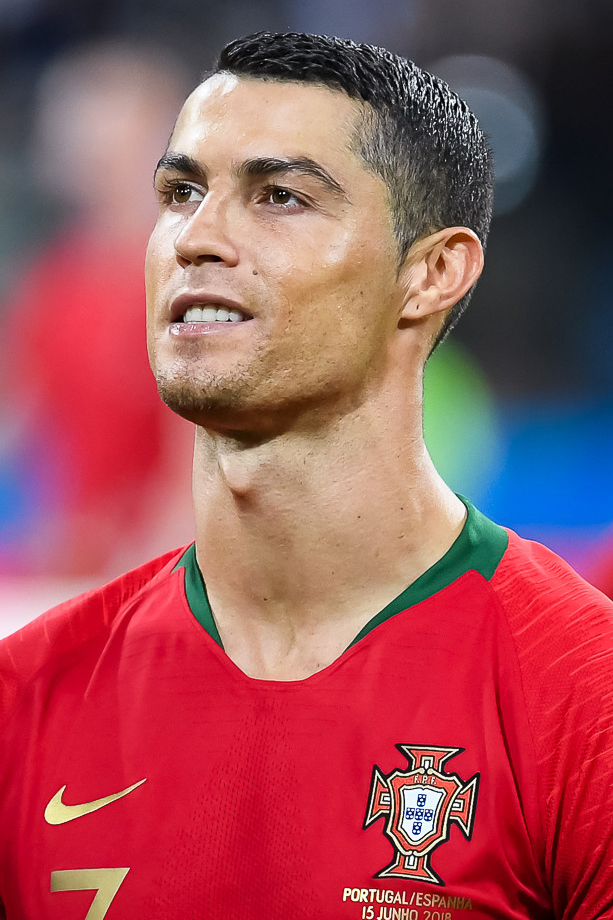
Portugalsko  Cristiano Ronaldo
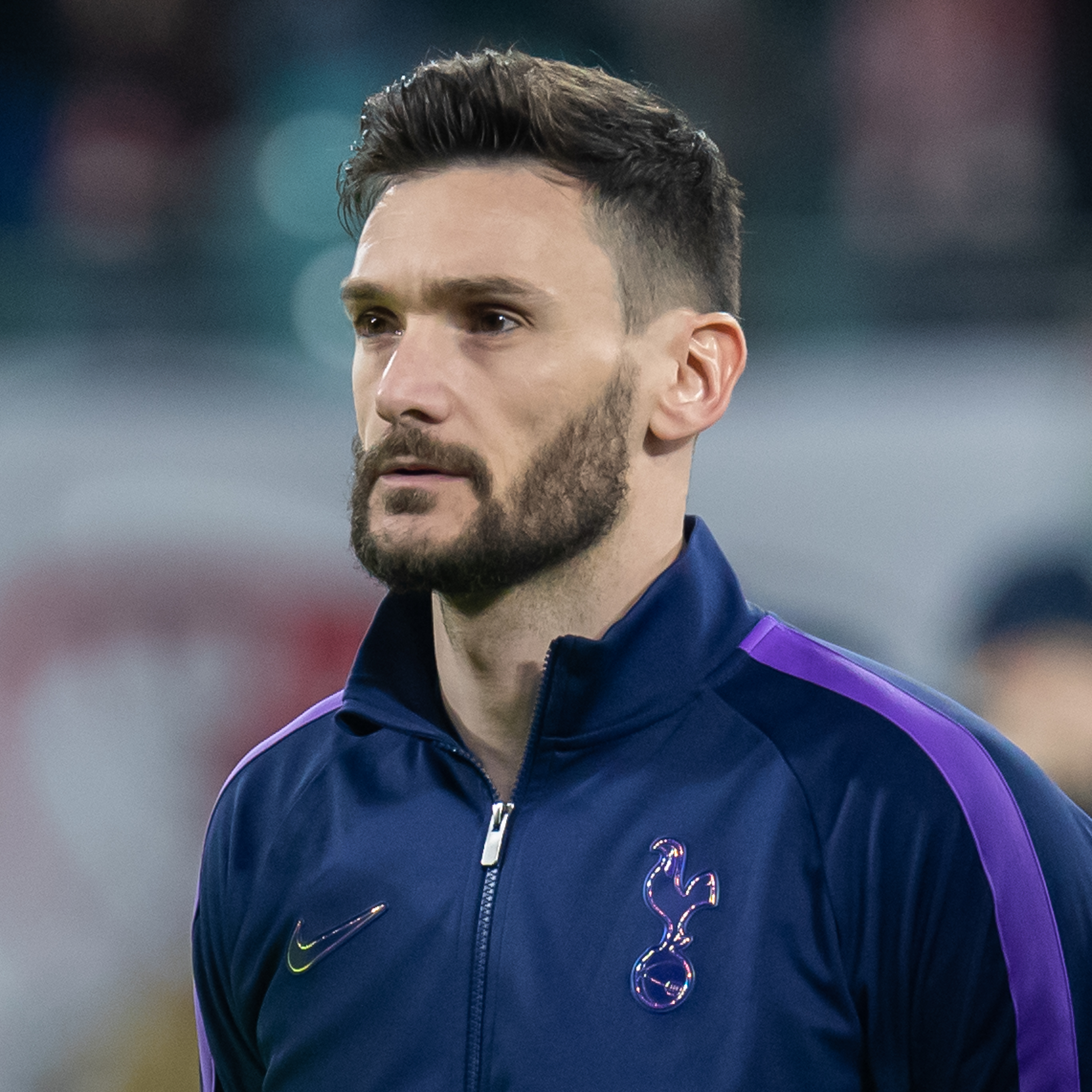
Francie  Hugo Lloris
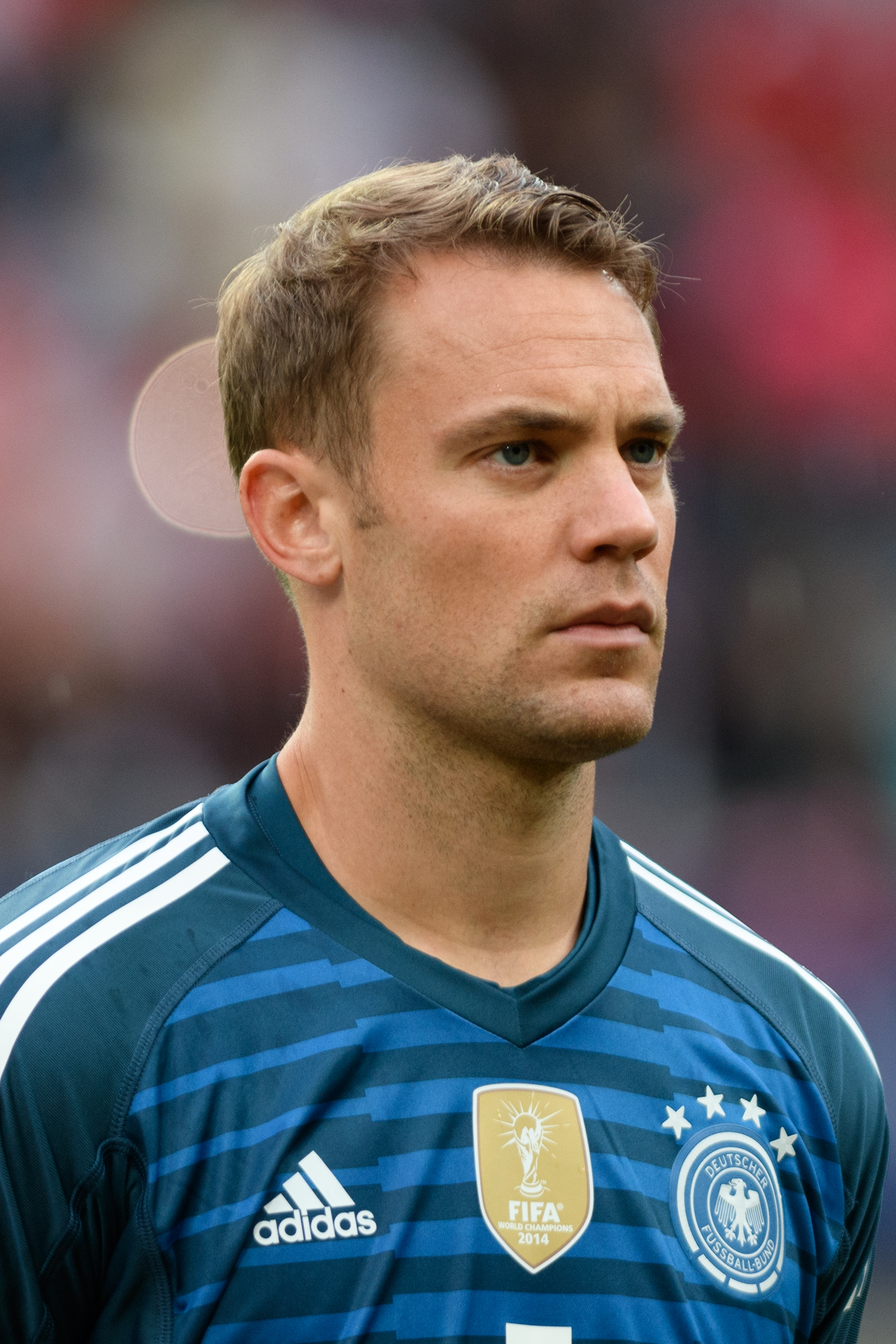
Německo  Manuel Neuer
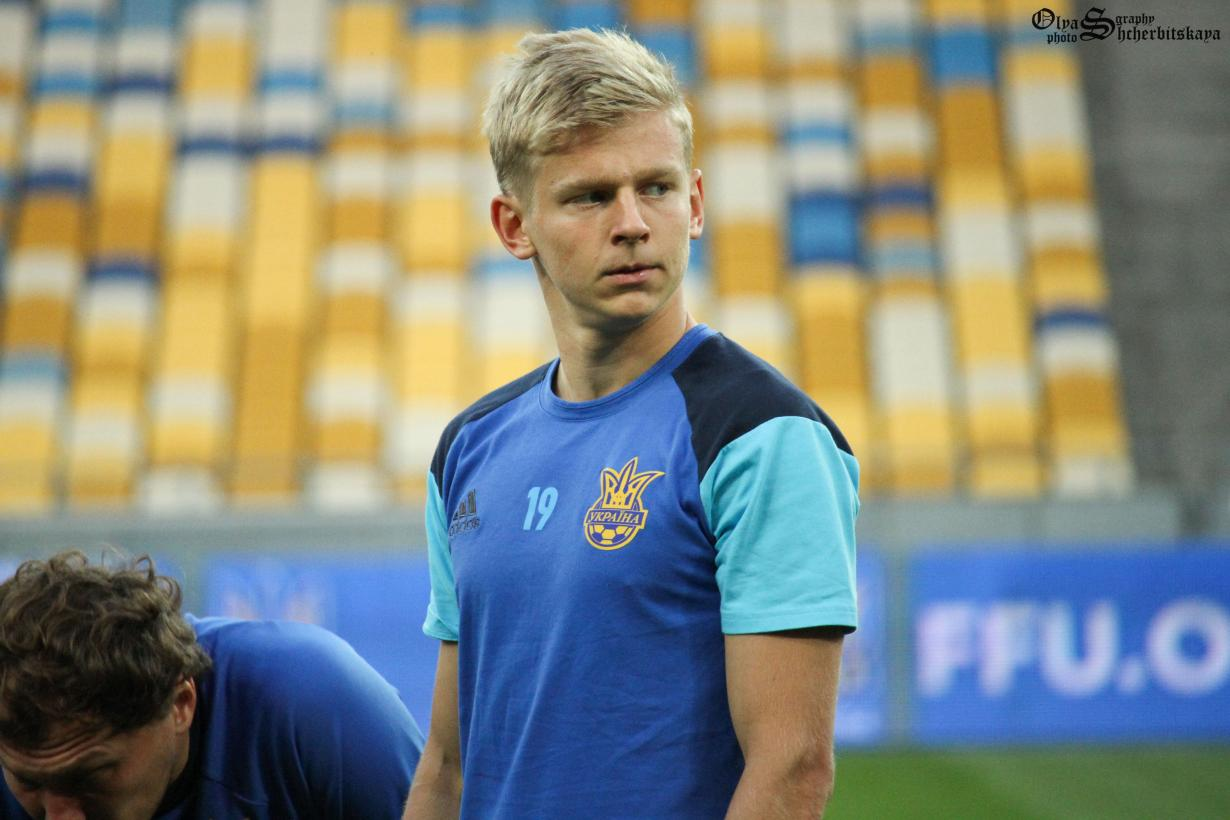
Ukrajina 🇺🇦 Oleksandr Zinchenko

## Skupina A

### Turecko
Hlavní trenér:  Senol Günes

| Jméno            | Datum narození     | Klub                    |          |
| Brankáři         | Brankáři           | Brankáři                | Brankáři |
| ---------------- | ------------------ | ----------------------- | -------- |
| Mert Günok       | 1. března 1989     | İstanbul Başakşehir FK  |          |
| Altay Bayındır   | 14. dubna 1998     | Fenerbahçe SK           |          |
| Uğurcan Çakır    | 5. dubna 1996      | Trabzonspor             |          |
| Obránci          |                    |                         |          |
| Zeki Çelik       | 17. února 1997     | Lille OSC               |          |
| Merih Demiral    | 5. března 1998     | Juventus FC             |          |
| Çağlar Söyüncü   | 23. května 1996    | Leicester City FC       |          |
| Umut Meraş       | 20. prosince 1995  | Le Havre AC             |          |
| Ozan Kabak       | 25. března 2000    | Liverpool FC            |          |
| Rıdvan Yılmaz    | 21. května 2001    | Beşiktaş JK             |          |
| Kaan Ayhan       | 10. listopadu 1994 | US Sassuolo Calcio      |          |
| Mert Müldür      | 3. dubna 1999      | US Sassuolo Calcio      |          |
| Záložníci        |                    |                         |          |
| Okay Yokuşlu     | 9. března 1994     | West Bromwich Albion FC |          |
| Ozan Tufan       | 23. března 1995    | Fenerbahçe SK           |          |
| Dorukhan Toköz   | 21. května 1996    | Beşiktaş JK             |          |
| Hakan Çalhanoğlu | 8. února 1994      | AC Milán                |          |
| Taylan Antalyalı | 8. ledna 1995      | Galatasaray SK          |          |
| Orkun Kökçü      | 29. prosince 2000  | Feyenoord               |          |
| Abdülkadir Ömür  | 25. června 1999    | Trabzonspor             |          |
| İrfan Kahveci    | 15. července 1995  | Fenerbahçe SK           |          |
| Kerem Aktürkoğlu | 21. října 1998     | Galatasaray SK          |          |
| Halil Dervişoğlu | 8. prosince 1999   | Galatasaray SK          |          |
| Útočníci         |                    |                         |          |
| Cengiz Ünder     | 14. července 1997  | Leicester City FC       |          |
| Kenan Karaman    | 5. března 1994     | Fortuna Düsseldorf      |          |
| Yusuf Yazıcı     | 29. ledna 1997     | Lille OSC               |          |
| Enes Ünal        | 10. května 1997    | Getafe CF               |          |
| Burak Yılmaz –   | 15. července 1985  | Lille OSC               |          |

### Itálie
Hlavní trenér:  Roberto Mancini

| Jméno                 | Datum narození    | Klub                   |          |
| Brankáři              | Brankáři          | Brankáři               | Brankáři |
| --------------------- | ----------------- | ---------------------- | -------- |
| Salvatore Sirigu      | 12. ledna 1987    | Turín FC               |          |
| Gianluigi Donnarumma  | 25. února 1999    | AC Milán               |          |
| Alex Meret            | 22. března 1997   | SSC Neapol             |          |
| Obránci               |                   |                        |          |
| Giovanni Di Lorenzo   | 4. srpna 1993     | SSC Neapol             |          |
| Giorgio Chiellini –   | 14. srpna 1984    | Juventus FC            |          |
| Leonardo Spinazzola   | 25. března 1993   | AS Řím                 |          |
| Emerson Palmieri      | 3. srpna 1994     | Chelsea FC             |          |
| Francesco Acerbi      | 10. února 1988    | SS Lazio               |          |
| Leonardo Bonucci      | 1. května 1987    | Juventus FC            |          |
| Alessandro Bastoni    | 13. dubna 1999    | FC Inter Milán         |          |
| Alessandro Florenzi   | 11. března 1991   | Paris Saint-Germain FC |          |
| Rafael Tolói          | 10. října 1990    | Atalanta BC            |          |
| Záložníci             |                   |                        |          |
| Manuel Locatelli      | 8. ledna 1998     | US Sassuolo Calcio     |          |
| Marco Verratti        | 5. listopadu 1992 | Paris Saint-Germain FC |          |
| Gaetano Castrovilli   | 17. února 1997    | ACF Fiorentina         |          |
| Jorginho              | 20. prosince 1991 | Chelsea FC             |          |
| Matteo Pessina        | 21. dubna 1997    | Atalanta BC            |          |
| Federico Chiesa       | 25. října 1997    | Juventus FC            |          |
| Bryan Cristante       | 3. března 1995    | AS Řím                 |          |
| Nicolò Barella        | 7. února 1997     | FC Inter Milán         |          |
| Federico Bernardeschi | 16. února 1994    | Juventus FC            |          |
| Útočníci              |                   |                        |          |
| Andrea Belotti        | 20. prosince 1993 | Turín FC               |          |
| Lorenzo Insigne       | 4. června 1991    | SSC Neapol             |          |
| Domenico Berardi      | 1. srpna 1994     | US Sassuolo Calcio     |          |
| Ciro Immobile         | 20. února 1990    | SS Lazio               |          |
| Giacomo Raspadori     | 18. února 2000    | US Sassuolo Calcio     |          |

### Wales
Hlavní trenér:  Rob Page

| Jméno                  | Datum narození     | Klub                 |          |
| Brankáři               | Brankáři           | Brankáři             | Brankáři |
| ---------------------- | ------------------ | -------------------- | -------- |
| Wayne Hennessey        | 24. ledna 1987     | Crystal Palace FC    |          |
| Danny Ward             | 22. června 1993    | Leicester City FC    |          |
| Adam Davies            | 17. července 1992  | Stoke City FC        |          |
| Obránci                |                    |                      |          |
| Chris Gunter           | 21. července 1989  | Charlton Athletic FC |          |
| Neco Williams          | 13. dubna 2001     | Liverpool FC         |          |
| Ben Davies             | 24. dubna 1993     | Tottenham Hotspur FC |          |
| Tom Lockyer            | 3. prosince 1994   | Luton Town FC        |          |
| Joe Rodon              | 22. října 1997     | Tottenham Hotspur FC |          |
| Connor Roberts         | 23. září 1995      | Swansea City AFC     |          |
| Ethan Ampadu           | 14. září 2000      | Sheffield United FC  |          |
| Rhys Norrington-Davies | 22. dubna 1999     | Stoke City FC        |          |
| Chris Mepham           | 5. listopadu 1997  | AFC Bournemouth      |          |
| Ben Cabango            | 30. května 2000    | Swansea City AFC     |          |
| Záložníci              |                    |                      |          |
| Joe Allen              | 14. března 1990    | Stoke City FC        |          |
| Harry Wilson           | 22. března 1997    | Cardiff City FC      |          |
| Aaron Ramsey           | 26. prosince 1990  | Juventus FC          |          |
| Joe Morrell            | 3. ledna 1997      | Luton Town FC        |          |
| Jonny Williams         | 9. října 1993      | Cardiff City FC      |          |
| David Brooks           | 8. července 1997   | AFC Bournemouth      |          |
| Daniel James           | 10. listopadu 1997 | Manchester United FC |          |
| Dylan Levitt           | 17. listopadu 2000 | NK Istra 1961        |          |
| Rubin Colwill          | 27. dubna 2002     | Cardiff City FC      |          |
| Matthew Smith          | 22. listopadu 1999 | Doncaster Rovers FC  |          |
| Útočníci               |                    |                      |          |
| Tyler Roberts          | 12. ledna 1999     | Leeds United FC      |          |
| Gareth Bale –          | 16. července 1989  | Tottenham Hotspur FC |          |
| Kieffer Moore          | 8. srpna 1992      | Cardiff City FC      |          |

### Švýcarsko
Hlavní trenér:  Vladimir Petković

| Jméno               | Datum narození     | Klub                     |          |
| Brankáři            | Brankáři           | Brankáři                 | Brankáři |
| ------------------- | ------------------ | ------------------------ | -------- |
| Yann Sommer         | 17. prosince 1988  | Borussia Mönchengladbach |          |
| Yvon Mvogo          | 6. června 1994     | PSV Eindhoven            |          |
| Gregor Kobel        | 6. prosince 1997   | VfB Stuttgart            |          |
| Obránci             |                    |                          |          |
| Kevin Mbabu         | 19. dubna 1995     | VfL Wolfsburg            |          |
| Silvan Widmer       | 5. března 1993     | FC Basilej               |          |
| Nico Elvedi         | 30. září 1996      | Borussia Mönchengladbach |          |
| Manuel Akanji       | 19. července 1995  | Borussia Dortmund        |          |
| Ricardo Rodríguez   | 25. srpna 1992     | Turín FC                 |          |
| Loris Benito        | 7. ledna 1992      | FC Girondins de Bordeaux |          |
| Fabian Schär        | 20. prosince 1991  | Newcastle United FC      |          |
| Bećir Omeragić      | 20. ledna 2002     | FC Curych                |          |
| Eray Cömert         | 4. února 1998      | FC Basilej               |          |
| Jordan Lotomba      | 29. září 1998      | OGC Nice                 |          |
| Záložníci           |                    |                          |          |
| Denis Zakaria       | 20. listopadu 1996 | Borussia Mönchengladbach |          |
| Remo Freuler        | 15. dubna 1992     | Atalanta BC              |          |
| Granit Xhaka –      | 27. září 1992      | Arsenal FC               |          |
| Ruben Vargas        | 5. srpna 1998      | FC Augsburg              |          |
| Steven Zuber        | 17. srpna 1991     | Eintracht Frankfurt      |          |
| Djibril Sow         | 6. února 1997      | Eintracht Frankfurt      |          |
| Christian Fassnacht | 11. listopadu 1993 | BSC Young Boys           |          |
| Edimilson Fernandes | 15. dubna 1996     | 1. FSV Mainz 05          |          |
| Xherdan Shaqiri     | 10. října 1991     | Liverpool FC             |          |
| Útočníci            |                    |                          |          |
| Breel Embolo        | 14. února 1997     | Borussia Mönchengladbach |          |
| Haris Seferović     | 22. února 1992     | Benfica Lisabon          |          |
| Admir Mehmedi       | 16. března 1991    | VfL Wolfsburg            |          |
| Mario Gavranović    | 24. listopadu 1989 | GNK Dinamo Záhřeb        |          |

## Skupina B

### Dánsko
Hlavní trenér:  Kasper Hjulmand

| Jméno                 | Datum narození    | Klub                 |          |
| Brankáři              | Brankáři          | Brankáři             | Brankáři |
| --------------------- | ----------------- | -------------------- | -------- |
| Kasper Schmeichel     | 5. listopadu 1986 | Leicester City FC    |          |
| Jonas Lössl           | 1. února 1989     | FC Midtjylland       |          |
| Frederik Rønnow       | 4. srpna 1992     | FC Schalke 04        |          |
| Obránci               |                   |                      |          |
| Joachim Andersen      | 31. května 1996   | Fulham FC            |          |
| Jannik Vestergaard    | 3. srpna 1992     | Southampton FC       |          |
| Simon Kjær –          | 26. března 1989   | AC Milán             |          |
| Joakim Mæhle          | 20. května 1997   | Atalanta BC          |          |
| Andreas Christensen   | 10. dubna 1996    | Chelsea FC           |          |
| Mathias Jørgensen     | 23. dubna 1990    | FC Kodaň             |          |
| Jens Stryger Larsen   | 21. února 1991    | Udinese Calcio       |          |
| Nicolai Boilesen      | 16. února 1992    | FC Kodaň             |          |
| Záložníci             |                   |                      |          |
| Robert Skov           | 20. května 1996   | TSG 1899 Hoffenheim  |          |
| Thomas Delaney        | 3. září 1991      | Borussia Dortmund    |          |
| Christian Eriksen     | 14. února 1992    | FC Inter Milán       |          |
| Christian Nørgaard    | 10. března 1994   | Brentford FC         |          |
| Daniel Wass           | 31. května 1989   | Valencia CF          |          |
| Pierre-Emile Højbjerg | 5. srpna 1995     | Tottenham Hotspur FC |          |
| Mathias Jensen        | 1. ledna 1996     | Brentford FC         |          |
| Anders Christiansen   | 8. června 1990    | Malmö FF             |          |
| Útočníci              |                   |                      |          |
| Martin Braithwaite    | 5. června 1991    | FC Barcelona         |          |
| Andreas Skov Olsen    | 29. prosince 1999 | Bologna FC 1909      |          |
| Kasper Dolberg        | 6. října 1997     | OGC Nice             |          |
| Mikkel Damsgaard      | 3. července 2000  | UC Sampdoria         |          |
| Jonas Wind            | 7. února 1999     | FC Kodaň             |          |
| Yussuf Poulsen        | 15. června 1994   | RB Leipzig           |          |
| Andreas Cornelius     | 16. března 1993   | Parma Calcio 1913    |          |

### Finsko
Hlavní trenér:  Markku Kanerva

| Jméno                | Datum narození     | Klub                      |          |
| Brankáři             | Brankáři           | Brankáři                  | Brankáři |
| -------------------- | ------------------ | ------------------------- | -------- |
| Lukáš Hradecký       | 24. listopadu 1989 | Bayer 04 Leverkusen       |          |
| Jesse Joronen        | 21. března 1993    | Brescia Calcio            |          |
| Anssi Jaakkola       | 13. března 1987    | Bristol Rovers FC         |          |
| Obránci              |                    |                           |          |
| Paulus Arajuuri      | 15. června 1988    | Pafos FC                  |          |
| Daniel O'Shaughnessy | 14. září 1994      | Helsingin Jalkapalloklubi |          |
| Joona Toivio         | 10. března 1988    | BK Häcken                 |          |
| Leo Väisänen         | 23. července 1997  | IF Elfsborg               |          |
| Niko Hämäläinen      | 5. března 1997     | Queens Park Rangers FC    |          |
| Thomas Lam           | 18. prosince 1993  | PEC Zwolle                |          |
| Jere Uronen          | 13. července 1994  | KRC Genk                  |          |
| Jukka Raitala        | 15. září 1988      | Minnesota United FC       |          |
| Robert Ivanov        | 19. září 1994      | Warta Poznań              |          |
| Záložníci            |                    |                           |          |
| Glen Kamara          | 28. října 1995     | Rangers FC                |          |
| Robert Taylor        | 21. října 1994     | Brann Bergen              |          |
| Robin Lod            | 17. dubna 1993     | Minnesota United FC       |          |
| Fredrik Jensen       | 9. září 1997       | FC Augsburg               |          |
| Rasmus Schüller      | 18. června 1991    | Djurgårdens IF            |          |
| Pyry Soiri           | 22. září 1994      | Esbjerg fB                |          |
| Tim Sparv –          | 20. února 1987     | AE Larisa 1964            |          |
| Nikolai Alho         | 12. března 1993    | MTK Budapešť              |          |
| Joni Kauko           | 12. července 1990  | Esbjerg fB                |          |
| Onni Valakari        | 18. srpna 1999     | Pafos FC                  |          |
| Útočníci             |                    |                           |          |
| Teemu Pukki          | 29. března 1990    | Norwich City FC           |          |
| Joel Pohjanpalo      | 13. září 1994      | 1. FC Union Berlín        |          |
| Lassi Lappalainen    | 24. srpna 1998     | Club de Foot Montréal     |          |
| Marcus Forss         | 18. června 1999    | Brentford FC              |          |

### Belgie
Hlavní trenér:  Roberto Martínez

| Jméno              | Datum narození     | Klub                       |          |
| Brankáři           | Brankáři           | Brankáři                   | Brankáři |
| ------------------ | ------------------ | -------------------------- | -------- |
| Thibaut Courtois   | 11. května 1992    | Real Madrid                |          |
| Simon Mignolet     | 6. března 1988     | Club Brugge KV             |          |
| Matz Sels          | 26. února 1992     | RC Strasbourg Alsace       |          |
| Obránci            |                    |                            |          |
| Toby Alderweireld  | 2. března 1989     | Tottenham Hotspur FC       |          |
| Thomas Vermaelen   | 14. listopadu 1985 | Vissel Kóbe                |          |
| Dedryck Boyata     | 28. listopadu 1990 | Hertha BSC                 |          |
| Jan Vertonghen     | 24. dubna 1987     | Benfica Lisabon            |          |
| Thomas Meunier     | 12. září 1991      | Borussia Dortmund          |          |
| Jason Denayer      | 28. června 1995    | Olympique Lyon             |          |
| Timothy Castagne   | 5. prosince 1995   | Leicester City FC          |          |
| Záložníci          |                    |                            |          |
| Axel Witsel        | 12. ledna 1989     | Borussia Dortmund          |          |
| Kevin De Bruyne    | 28. června 1991    | Manchester City FC         |          |
| Youri Tielemans    | 7. května 1997     | Leicester City FC          |          |
| Eden Hazard –      | 7. ledna 1991      | Real Madrid                |          |
| Yannick Carrasco   | 4. září 1993       | Atlético Madrid            |          |
| Thorgan Hazard     | 29. března 1993    | Borussia Dortmund          |          |
| Hans Vanaken       | 24. srpna 1992     | Club Brugge KV             |          |
| Leander Dendoncker | 15. dubna 1995     | Wolverhampton Wanderers FC |          |
| Nacer Chadli       | 2. srpna 1989      | İstanbul Başakşehir FK     |          |
| Dennis Praet       | 14. května 1994    | Leicester City FC          |          |
| Útočníci           |                    |                            |          |
| Romelu Lukaku      | 13. května 1993    | FC Inter Milán             |          |
| Dries Mertens      | 6. května 1987     | SSC Neapol                 |          |
| Christian Benteke  | 3. prosince 1990   | Crystal Palace FC          |          |
| Michy Batshuayi    | 2. října 1993      | Crystal Palace FC          |          |
| Leandro Trossard   | 4. prosince 1994   | Brighton & Hove Albion FC  |          |
| Jérémy Doku        | 27. května 2002    | Stade Rennais FC           |          |

### Rusko
Hlavní trenér:  Stanislav Čerčesov

| Jméno               | Datum narození     | Klub                     |          |
| Brankáři            | Brankáři           | Brankáři                 | Brankáři |
| ------------------- | ------------------ | ------------------------ | -------- |
| Anton Šunin         | 27. ledna 1987     | FK Dynamo Moskva         |          |
| Jurij Ďupin         | 17. března 1988    | FK Rubin Kazaň           |          |
| Matvěj Safonov      | 25. února 1999     | FK Krasnodar             |          |
| Obránci             |                    |                          |          |
| Mário Fernandes     | 19. září 1990      | PFK CSKA Moskva          |          |
| Igor Divějev        | 27. září 1999      | PFK CSKA Moskva          |          |
| Vjačeslav Karavajev | 20. května 1995    | FK Zenit Sankt-Petěrburg |          |
| Andrej Semjonov     | 24. března 1989    | RFK Achmat Groznyj       |          |
| Fjodor Kudrjašov    | 5. dubna 1987      | Antalyaspor              |          |
| Georgij Džikija     | 21. listopadu 1993 | FK Spartak Moskva        |          |
| Roman Jevgeněv      | 23. února 1999     | FK Dynamo Moskva         |          |
| Záložníci           |                    |                          |          |
| Děnis Čeryšev       | 26. prosince 1990  | Valencia CF              |          |
| Magomed Ozdojev     | 5. listopadu 1992  | FK Zenit Sankt-Petěrburg |          |
| Dmitrij Barinov     | 11. září 1996      | FK Lokomotiv Moskva      |          |
| Roman Zobnin        | 11. února 1994     | FK Spartak Moskva        |          |
| Alexej Mirančuk     | 17. října 1995     | Atalanta BC              |          |
| Alexandr Golovin    | 30. května 1996    | AS Monaco FC             |          |
| Jurij Žirkov        | 20. srpna 1983     | FK Zenit Sankt-Petěrburg |          |
| Rifat Žemaletdinov  | 20. září 1996      | FK Lokomotiv Moskva      |          |
| Alexej Jonov        | 18. února 1989     | FK Krasnodar             |          |
| Daniil Fomin        | 2. března 1997     | FK Dynamo Moskva         |          |
| Daler Kuzjajev      | 15. ledna 1993     | FK Zenit Sankt-Petěrburg |          |
| Děnis Makarov       | 18. února 1998     | FK Rubin Kazaň           |          |
| Maxim Muchin        | 4. listopadu 2001  | FK Lokomotiv Moskva      |          |
| Útočníci            |                    |                          |          |
| Alexandr Sobolev    | 7. března 1997     | FK Spartak Moskva        |          |
| Anton Zabolotnyj    | 13. června 1991    | FK Soči                  |          |
| Arťom Dzjuba –      | 22. srpna 1988     | FK Zenit Sankt-Petěrburg |          |

## Skupina C

### Nizozemsko
Hlavní trenér:  Frank de Boer

| Jméno                 | Datum narození     | Klub                      |          |
| Brankáři              | Brankáři           | Brankáři                  | Brankáři |
| --------------------- | ------------------ | ------------------------- | -------- |
| Maarten Stekelenburg  | 22. září 1982      | AFC Ajax                  |          |
| Tim Krul              | 3. dubna 1988      | Norwich City FC           |          |
| Marco Bizot           | 10. března 1991    | AZ Alkmaar                |          |
| Obránci               |                    |                           |          |
| Joël Veltman          | 15. ledna 1992     | Brighton & Hove Albion FC |          |
| Matthijs de Ligt      | 12. srpna 1999     | Juventus FC               |          |
| Nathan Aké            | 18. února 1995     | Manchester City FC        |          |
| Owen Wijndal          | 28. listopadu 1999 | AZ Alkmaar                |          |
| Stefan de Vrij        | 5. února 1992      | FC Inter Milán            |          |
| Patrick van Aanholt   | 29. srpna 1990     | Crystal Palace FC         |          |
| Daley Blind           | 9. března 1990     | AFC Ajax                  |          |
| Denzel Dumfries       | 18. dubna 1996     | PSV Eindhoven             |          |
| Záložníci             |                    |                           |          |
| Georginio Wijnaldum – | 11. listopadu 1990 | Liverpool FC              |          |
| Quincy Promes         | 4. ledna 1992      | FK Spartak Moskva         |          |
| Davy Klaassen         | 21. února 1993     | AFC Ajax                  |          |
| Marten de Roon        | 29. března 1991    | Atalanta BC               |          |
| Ryan Gravenberch      | 16. května 2002    | AFC Ajax                  |          |
| Frenkie de Jong       | 12. května 1997    | FC Barcelona              |          |
| Teun Koopmeiners      | 28. února 1998     | AZ Alkmaar                |          |
| Jurriën Timber        | 17. června 2001    | AFC Ajax                  |          |
| Útočníci              |                    |                           |          |
| Steven Berghuis       | 19. prosince 1991  | Feyenoord                 |          |
| Luuk de Jong          | 27. srpna 1990     | Sevilla FC                |          |
| Memphis Depay         | 13. února 1994     | Olympique Lyon            |          |
| Donyell Malen         | 19. ledna 1999     | PSV Eindhoven             |          |
| Wout Weghorst         | 7. srpna 1992      | VfL Wolfsburg             |          |
| Cody Gakpo            | 7. května 1999     | PSV Eindhoven             |          |

### Ukrajina
Hlavní trenér:  Andrij Ševčenko

| Jméno              | Datum narození     | Klub               |          |
| Brankáři           | Brankáři           | Brankáři           | Brankáři |
| ------------------ | ------------------ | ------------------ | -------- |
| Heorhij Buščan     | 31. května 1994    | FK Dynamo Kyjev    |          |
| Andrij Pjatov –    | 28. června 1984    | FK Šachtar Doněck  |          |
| Anatolij Trubin    | 1. srpna 2001      | FK Šachtar Doněck  |          |
| Obránci            |                    |                    |          |
| Eduard Sobol       | 20. dubna 1995     | Club Brugge KV     |          |
| Serhij Kryvcov     | 15. března 1991    | FK Šachtar Doněck  |          |
| Illja Zabarnyj     | 1. září 2002       | FK Dynamo Kyjev    |          |
| Vitalij Mykolenko  | 29. května 1999    | FK Dynamo Kyjev    |          |
| Olexandr Zinčenko  | 15. prosince 1996  | Manchester City FC |          |
| Olexandr Karavajev | 2. června 1992     | FK Dynamo Kyjev    |          |
| Mykola Matvijenko  | 2. května 1996     | FK Šachtar Doněck  |          |
| Olexandr Tymčyk    | 20. ledna 1997     | FK Dynamo Kyjev    |          |
| Denys Popov        | 17. února 1999     | FK Dynamo Kyjev    |          |
| Záložníci          |                    |                    |          |
| Heorhij Sudakov    | 1. září 2002       | FK Šachtar Doněck  |          |
| Serhij Sydorčuk    | 2. května 1991     | FK Dynamo Kyjev    |          |
| Taras Stepaněnko   | 8. srpna 1989      | FK Šachtar Doněck  |          |
| Ruslan Malinovskyj | 4. května 1993     | Atalanta BC        |          |
| Mykola Šaparenko   | 4. října 1998      | FK Dynamo Kyjev    |          |
| Marlos             | 7. června 1988     | FK Šachtar Doněck  |          |
| Jevhenij Makarenko | 21. května 1991    | KV Kortrijk        |          |
| Viktor Cyhankov    | 15. listopadu 1997 | FK Dynamo Kyjev    |          |
| Roman Bezus        | 26. září 1990      | KAA Gent           |          |
| Útočníci           |                    |                    |          |
| Andrij Jarmolenko  | 23. října 1989     | West Ham United FC |          |
| Roman Jaremčuk     | 27. listopadu 1995 | KAA Gent           |          |
| Artem Besjedin     | 31. března 1996    | FK Dynamo Kyjev    |          |
| Olexandr Zubkov    | 3. srpna 1996      | Ferencvárosi TC    |          |
| Artem Dovbyk       | 21. června 1997    | FK Dnipro          |          |

### Rakousko
Hlavní trenér:  Franco Foda

| Jméno                   | Datum narození     | Klub                     |          |
| Brankáři                | Brankáři           | Brankáři                 | Brankáři |
| ----------------------- | ------------------ | ------------------------ | -------- |
| Alexander Schlager      | 1. února 1996      | LASK                     |          |
| Pavao Pervan            | 13. listopadu 1987 | VfL Wolfsburg            |          |
| Daniel Bachmann         | 9. července 1994   | Watford FC               |          |
| Obránci                 |                    |                          |          |
| Andreas Ulmer           | 30. října 1985     | FC Red Bull Salzburg     |          |
| Aleksandar Dragović     | 6. března 1991     | Bayer 04 Leverkusen      |          |
| Martin Hinteregger      | 7. září 1992       | Eintracht Frankfurt      |          |
| Stefan Posch            | 14. května 1997    | TSG 1899 Hoffenheim      |          |
| David Alaba             | 24. června 1992    | FC Bayern Mnichov        |          |
| Philipp Lienhart        | 11. července 1996  | SC Freiburg              |          |
| Stefan Lainer           | 27. srpna 1992     | Borussia Mönchengladbach |          |
| Marco Friedl            | 16. března 1998    | Werder Brémy             |          |
| Záložníci               |                    |                          |          |
| Stefan Ilsanker         | 18. května 1989    | Eintracht Frankfurt      |          |
| Marcel Sabitzer         | 17. března 1994    | RB Leipzig               |          |
| Florian Grillitsch      | 7. srpna 1995      | TSG 1899 Hoffenheim      |          |
| Julian Baumgartlinger – | 2. ledna 1988      | Bayer 04 Leverkusen      |          |
| Christopher Trimmel     | 24. února 1987     | 1. FC Union Berlín       |          |
| Louis Schaub            | 29. prosince 1994  | FC Luzern                |          |
| Alessandro Schöpf       | 7. února 1994      | FC Schalke 04            |          |
| Christoph Baumgartner   | 1. srpna 1999      | TSG 1899 Hoffenheim      |          |
| Karim Onisiwo           | 17. března 1992    | 1. FSV Mainz 05          |          |
| Valentino Lazaro        | 24. března 1996    | Borussia Mönchengladbach |          |
| Xaver Schlager          | 28. září 1997      | VfL Wolfsburg            |          |
| Konrad Laimer           | 27. května 1997    | RB Leipzig               |          |
| Útočníci                |                    |                          |          |
| Marko Arnautović        | 19. dubna 1989     | Šanghaj Port             |          |
| Michael Gregoritsch     | 18. dubna 1994     | FC Augsburg              |          |
| Saša Kalajdžić          | 7. července 1997   | VfB Stuttgart            |          |

### Severní Makedonie
Hlavní trenér:  Igor Angelovski

| Jméno                 | Datum narození     | Klub                  |          |
| Brankáři              | Brankáři           | Brankáři              | Brankáři |
| --------------------- | ------------------ | --------------------- | -------- |
| Stole Dimitrievski    | 25. prosince 1993  | Rayo Vallecano        |          |
| Risto Jankov          | 5. září 1998       | FK Rabotnički         |          |
| Damjan Šiškovski      | 18. března 1995    | Doxa Katokopias FC    |          |
| Obránci               |                    |                       |          |
| Egzon Bejtulai        | 7. ledna 1994      | FK Škendija 79 Tetovo |          |
| Ďoko Zajkov           | 10. února 1995     | R. Charleroi SC       |          |
| Kire Ristevski        | 22. října 1990     | Újpest FC             |          |
| Visar Musliu          | 13. listopadu 1994 | Fehérvár FC           |          |
| Stefan Ristovski      | 12. února 1992     | GNK Dinamo Záhřeb     |          |
| Darko Velkovski       | 21. června 1995    | HNK Rijeka            |          |
| Záložníci             |                    |                       |          |
| Arijan Ademi          | 29. května 1991    | GNK Dinamo Záhřeb     |          |
| Ezgjan Alioski        | 12. února 1992     | Leeds United FC       |          |
| Ferhan Hasani         | 18. června 1990    | KF Partizani          |          |
| Tihomir Kostadinov    | 4. března 1996     | MFK Ružomberok        |          |
| Boban Nikolov         | 28. července 1994  | US Lecce              |          |
| Enis Bardhi           | 2. července 1995   | Levante UD            |          |
| Stefan Spirovski      | 23. srpna 1990     | AEK Larnaka           |          |
| Eljif Elmas           | 24. září 1999      | SSC Neapol            |          |
| Darko Čurlinov        | 11. července 2000  | VfB Stuttgart         |          |
| Milan Ristovski       | 8. dubna 1998      | FC Spartak Trnava     |          |
| Útočníci              |                    |                       |          |
| Ivan Tričkovski       | 18. dubna 1987     | AEK Larnaka           |          |
| Aleksandar Trajkovski | 5. září 1992       | RCD Mallorca          |          |
| Goran Pandev –        | 27. července 1983  | Janov CFC             |          |
| Vlatko Stojanovski    | 23. dubna 1997     | FC Chambly            |          |
| Krste Velkoski        | 20. února 1988     | FK Sarajevo           |          |
| Marjan Radeski        | 10. února 1995     | FK Akademija Pandev   |          |
| Daniel Avramovski     | 20. února 1995     | Kayserispor           |          |

## Skupina D

### Anglie
Hlavní trenér:  Gareth Southgate

| Jméno                 | Datum narození    | Klub                       |          |
| Brankáři              | Brankáři          | Brankáři                   | Brankáři |
| --------------------- | ----------------- | -------------------------- | -------- |
| Jordan Pickford       | 7. března 1994    | Everton FC                 |          |
| Dean Henderson        | 12. března 1997   | Manchester United FC       |          |
| Sam Johnstone         | 25. března 1993   | West Bromwich Albion FC    |          |
| Obránci               |                   |                            |          |
| Kyle Walker           | 28. května 1990   | Manchester City FC         |          |
| Luke Shaw             | 12. července 1995 | Manchester United FC       |          |
| John Stones           | 28. května 1994   | Manchester City FC         |          |
| Harry Maguire         | 5. března 1993    | Manchester United FC       |          |
| Kieran Trippier       | 19. září 1990     | Atlético Madrid            |          |
| Tyrone Mings          | 13. března 1993   | Aston Villa FC             |          |
| Conor Coady           | 25. února 1993    | Wolverhampton Wanderers FC |          |
| Ben Chilwell          | 21. prosince 1996 | Chelsea FC                 |          |
| Ben White             | 8. října 1997     | Brighton & Hove Albion FC  |          |
| Reece James           | 8. prosince 1999  | Chelsea FC                 |          |
| Záložníci             |                   |                            |          |
| Declan Rice           | 14. ledna 1999    | West Ham United FC         |          |
| Jack Grealish         | 10. září 1995     | Aston Villa FC             |          |
| Jordan Henderson      | 17. června 1990   | Liverpool FC               |          |
| Kalvin Phillips       | 2. prosince 1995  | Leeds United FC            |          |
| Jadon Sancho          | 25. března 2000   | Borussia Dortmund          |          |
| Mason Mount           | 10. ledna 1999    | Chelsea FC                 |          |
| Phil Foden            | 28. května 2000   | Manchester City FC         |          |
| Bukayo Saka           | 5. září 2001      | Arsenal FC                 |          |
| Jude Bellingham       | 29. června 2003   | Borussia Dortmund          |          |
| Útočníci              |                   |                            |          |
| Harry Kane –          | 28. července 1993 | Tottenham Hotspur FC       |          |
| Raheem Sterling       | 8. prosince 1994  | Manchester City FC         |          |
| Marcus Rashford       | 31. října 1997    | Manchester United FC       |          |
| Dominic Calvert-Lewin | 16. března 1997   | Everton FC                 |          |

### Chorvatsko
Hlavní trenér:  Zlatko Dalić

| Jméno             | Datum narození     | Klub                     |          |
| Brankáři          | Brankáři           | Brankáři                 | Brankáři |
| ----------------- | ------------------ | ------------------------ | -------- |
| Dominik Livaković | 9. ledna 1995      | GNK Dinamo Záhřeb        |          |
| Lovre Kalinić     | 3. dubna 1990      | HNK Hajduk Split         |          |
| Simon Sluga       | 17. března 1993    | Luton Town FC            |          |
| Obránci           |                    |                          |          |
| Šime Vrsaljko     | 10. ledna 1992     | Atlético Madrid          |          |
| Borna Barišić     | 10. listopadu 1992 | Rangers FC               |          |
| Duje Ćaleta-Car   | 17. září 1996      | Olympique Marseille      |          |
| Dejan Lovren      | 5. července 1989   | FK Zenit Sankt-Petěrburg |          |
| Mile Škorić       | 19. června 1991    | NK Osijek                |          |
| Domagoj Vida      | 29. dubna 1989     | Beşiktaş JK              |          |
| Josip Juranović   | 16. srpna 1995     | Legia Warszawa           |          |
| Domagoj Bradarić  | 10. prosince 1999  | Lille OSC                |          |
| Joško Gvardiol    | 23. ledna 2002     | GNK Dinamo Záhřeb        |          |
| Záložníci         |                    |                          |          |
| Ivan Perišić      | 2. února 1989      | FC Inter Milán           |          |
| Mateo Kovačić     | 6. května 1994     | Chelsea FC               |          |
| Luka Modrić –     | 9. září 1985       | Real Madrid              |          |
| Marcelo Brozović  | 16. listopadu 1992 | FC Inter Milán           |          |
| Nikola Vlašić     | 4. října 1997      | PFK CSKA Moskva          |          |
| Mario Pašalić     | 9. února 1995      | Atalanta BC              |          |
| Mislav Oršić      | 29. prosince 1992  | GNK Dinamo Záhřeb        |          |
| Milan Badelj      | 25. února 1989     | Janov CFC                |          |
| Luka Ivanušec     | 26. listopadu 1998 | GNK Dinamo Záhřeb        |          |
| Útočníci          |                    |                          |          |
| Josip Brekalo     | 23. června 1998    | VfL Wolfsburg            |          |
| Andrej Kramarić   | 19. června 1991    | TSG 1899 Hoffenheim      |          |
| Ante Budimir      | 22. července 1991  | CA Osasuna               |          |
| Ante Rebić        | 21. září 1993      | AC Milán                 |          |
| Bruno Petković    | 16. září 1994      | GNK Dinamo Záhřeb        |          |

### Skotsko
Hlavní trenér:  Steve Clarke

| Jméno                | Datum narození     | Klub                   |          |
| Brankáři             | Brankáři           | Brankáři               | Brankáři |
| -------------------- | ------------------ | ---------------------- | -------- |
| David James Marshall | 5. března 1985     | Derby County FC        |          |
| Craig Gordon         | 31. prosince 1982  | Heart of Midlothian FC |          |
| Jon McLaughlin       | 9. září 1987       | Rangers FC             |          |
| Obránci              |                    |                        |          |
| Stephen O'Donnell    | 11. května 1992    | Motherwell FC          |          |
| Andrew Robertson –   | 11. března 1994    | Liverpool FC           |          |
| Grant Hanley         | 20. listopadu 1991 | Norwich City FC        |          |
| Kieran Tierney       | 5. června 1997     | Arsenal FC             |          |
| Greg Taylor          | 5. listopadu 1997  | Celtic FC              |          |
| Declan Gallagher     | 13. února 1991     | Motherwell FC          |          |
| Liam Cooper          | 30. srpna 1991     | Leeds United FC        |          |
| Nathan Patterson     | 16. října 2001     | Rangers FC             |          |
| Jack Hendry          | 7. května 1995     | KV Oostende            |          |
| Scott McKenna        | 12. listopadu 1996 | Nottingham Forest FC   |          |
| Záložníci            |                    |                        |          |
| Scott McTominay      | 8. prosince 1996   | Manchester United FC   |          |
| John McGinn          | 18. října 1994     | Aston Villa FC         |          |
| Callum McGregor      | 14. června 1993    | Celtic FC              |          |
| Ryan Christie        | 22. února 1995     | Celtic FC              |          |
| John Fleck           | 24. srpna 1991     | Sheffield United FC    |          |
| Stuart Armstrong     | 30. března 1992    | Southampton FC         |          |
| David Turnbull       | 10. července 1999  | Celtic FC              |          |
| Ryan Fraser          | 24. února 1994     | Newcastle United FC    |          |
| Billy Gilmour        | 11. června 2001    | Chelsea FC             |          |
| James Forrest        | 7. července 1991   | Celtic FC              |          |
| Útočníci             |                    |                        |          |
| Lyndon Dykes         | 7. října 1995      | Queens Park Rangers FC |          |
| Ché Adams            | 13. července 1996  | Southampton FC         |          |
| Kevin Nisbet         | 8. března 1997     | Hibernian FC           |          |

### Česko
Hlavní trenér:  Jaroslav Šilhavý

| Jméno             | Datum narození    | Klub                |          |
| Brankáři          | Brankáři          | Brankáři            | Brankáři |
| ----------------- | ----------------- | ------------------- | -------- |
| Tomáš Vaclík      | 29. března 1989   | Sevilla FC          |          |
| Aleš Mandous      | 21. dubna 1992    | SK Sigma Olomouc    |          |
| Tomáš Koubek      | 26. srpna 1992    | FC Augsburg         |          |
| Obránci           |                   |                     |          |
| Pavel Kadeřábek   | 25. dubna 1992    | TSG 1899 Hoffenheim |          |
| Ondřej Čelůstka   | 18. června 1989   | AC Sparta Praha     |          |
| Jakub Brabec      | 6. srpna 1992     | FC Viktoria Plzeň   |          |
| Vladimír Coufal   | 22. srpna 1992    | West Ham United FC  |          |
| Tomáš Kalas       | 15. května 1993   | Bristol City FC     |          |
| Tomáš Holeš       | 31. března 1993   | SK Slavia Praha     |          |
| David Zima        | 8. listopadu 2000 | SK Slavia Praha     |          |
| Jan Bořil         | 11. ledna 1991    | SK Slavia Praha     |          |
| Aleš Matějů       | 3. června 1996    | Brescia Calcio      |          |
| Záložníci         |                   |                     |          |
| Antonín Barák     | 3. prosince 1994  | Hellas Verona FC    |          |
| Vladimír Darida – | 8. srpna 1990     | Hertha BSC          |          |
| Lukáš Masopust    | 12. února 1993    | SK Slavia Praha     |          |
| Petr Ševčík       | 4. května 1994    | SK Slavia Praha     |          |
| Jakub Jankto      | 19. ledna 1996    | UC Sampdoria        |          |
| Tomáš Souček      | 27. února 1995    | West Ham United FC  |          |
| Alex Král         | 19. května 1998   | FK Spartak Moskva   |          |
| Jakub Pešek       | 24. června 1993   | FC Slovan Liberec   |          |
| Michal Sadílek    | 31. května 1999   | FC Slovan Liberec   |          |
| Útočníci          |                   |                     |          |
| Patrik Schick     | 24. ledna 1996    | Bayer 04 Leverkusen |          |
| Michael Krmenčík  | 15. března 1993   | PAOK Soluň          |          |
| Adam Hložek       | 25. července 2002 | AC Sparta Praha     |          |
| Matěj Vydra       | 1. května 1992    | Burnley FC          |          |
| Tomáš Pekhart     | 26. května 1989   | Legia Warszawa      |          |

## Skupina E

### Španělsko
Hlavní trenér:  Luis Enrique

| Jméno             | Datum narození     | Klub                       |          |
| Brankáři          | Brankáři           | Brankáři                   | Brankáři |
| ----------------- | ------------------ | -------------------------- | -------- |
| David de Gea      | 7. listopadu 1990  | Manchester United FC       |          |
| Robert Sánchez    | 18. listopadu 1997 | Brighton & Hove Albion FC  |          |
| Unai Simón        | 11. června 1997    | Athletic Bilbao            |          |
| Obránci           |                    |                            |          |
| César Azpilicueta | 28. srpna 1989     | Chelsea FC                 |          |
| Diego Llorente    | 16. srpna 1993     | Leeds United FC            |          |
| Pau Torres        | 16. ledna 1997     | Villarreal CF              |          |
| Eric García       | 9. ledna 2001      | Manchester City FC         |          |
| José Gayà         | 25. května 1995    | Valencia CF                |          |
| Jordi Alba        | 21. března 1989    | FC Barcelona               |          |
| Aymeric Laporte   | 27. května 1994    | Manchester City FC         |          |
| Záložníci         |                    |                            |          |
| Sergio Busquets – | 16. července 1988  | FC Barcelona               |          |
| Marcos Llorente   | 30. ledna 1995     | Atlético Madrid            |          |
| Koke              | 8. ledna 1992      | Atlético Madrid            |          |
| Thiago Alcântara  | 11. dubna 1991     | Liverpool FC               |          |
| Ferran Torres     | 29. února 2000     | Manchester City FC         |          |
| Rodri             | 22. června 1996    | Manchester City FC         |          |
| Fabián Ruiz       | 3. dubna 1996      | SSC Neapol                 |          |
| Dani Olmo         | 7. května 1998     | RB Leipzig                 |          |
| Adama Traoré      | 25. ledna 1996     | Wolverhampton Wanderers FC |          |
| Pablo Sarabia     | 11. května 1992    | Paris Saint-Germain FC     |          |
| Útočníci          |                    |                            |          |
| Álvaro Morata     | 23. října 1992     | Juventus FC                |          |
| Gerard Moreno     | 7. dubna 1992      | Villarreal CF              |          |
| Mikel Oyarzabal   | 21. dubna 1997     | Real Sociedad              |          |
| Pedri             | 25. listopadu 2002 | FC Barcelona               |          |

### Švédsko
Hlavní trenér:  Janne Andersson

| Jméno                | Datum narození    | Klub                 |          |
| Brankáři             | Brankáři          | Brankáři             | Brankáři |
| -------------------- | ----------------- | -------------------- | -------- |
| Robin Olsen          | 8. ledna 1990     | Everton FC           |          |
| Karl-Johan Johnsson  | 28. ledna 1990    | FC Kodaň             |          |
| Kristoffer Nordfeldt | 23. června 1989   | Gençlerbirliği SK    |          |
| Obránci              |                   |                      |          |
| Mikael Lustig        | 13. prosince 1986 | AIK Stockholm        |          |
| Victor Lindelöf      | 17. července 1994 | Manchester United FC |          |
| Andreas Granqvist –  | 16. dubna 1985    | Helsingborgs IF      |          |
| Pierre Bengtsson     | 12. dubna 1988    | Vejle Boldklub       |          |
| Ludwig Augustinsson  | 21. dubna 1994    | Werder Brémy         |          |
| Filip Helander       | 22. dubna 1993    | Rangers FC           |          |
| Emil Krafth          | 2. srpna 1994     | Newcastle United FC  |          |
| Pontus Jansson       | 13. února 1991    | Brentford FC         |          |
| Marcus Danielson     | 8. dubna 1989     | Ta-lien I-fang       |          |
| Záložníci            |                   |                      |          |
| Sebastian Larsson    | 6. června 1985    | AIK Stockholm        |          |
| Albin Ekdal          | 28. července 1989 | UC Sampdoria         |          |
| Emil Forsberg        | 23. října 1991    | RB Leipzig           |          |
| Gustav Svensson      | 7. února 1987     | Kuang-čou City FC    |          |
| Ken Sema             | 30. září 1993     | Watford FC           |          |
| Viktor Claesson      | 2. ledna 1992     | FK Krasnodar         |          |
| Mattias Svanberg     | 5. ledna 1999     | Bologna FC 1909      |          |
| Kristoffer Olsson    | 30. června 1995   | FK Krasnodar         |          |
| Dejan Kulusevski     | 25. dubna 2000    | Juventus FC          |          |
| Robin Quaison        | 9. října 1993     | 1. FSV Mainz 05      |          |
| Jens Cajuste         | 10. srpna 1999    | FC Midtjylland       |          |
| Útočníci             |                   |                      |          |
| Marcus Berg          | 17. srpna 1986    | FK Krasnodar         |          |
| Alexander Isak       | 21. září 1999     | Real Sociedad        |          |
| Jordan Larsson       | 20. června 1997   | FK Spartak Moskva    |          |

### Polsko
Hlavní trenér:  Paulo Sousa

| Jméno                 | Datum narození    | Klub                      |          |
| Brankáři              | Brankáři          | Brankáři                  | Brankáři |
| --------------------- | ----------------- | ------------------------- | -------- |
| Wojciech Szczęsny     | 18. dubna 1990    | Juventus FC               |          |
| Łukasz Skorupski      | 5. května 1991    | Bologna FC 1909           |          |
| Łukasz Fabiański      | 18. dubna 1985    | West Ham United FC        |          |
| Obránci               |                   |                           |          |
| Kamil Piątkowski      | 21. června 2000   | Raków Częstochowa         |          |
| Tomasz Kędziora       | 11. června 1994   | FK Dynamo Kyjev           |          |
| Jan Bednarek          | 12. dubna 1996    | Southampton FC            |          |
| Maciej Rybus          | 19. srpna 1989    | FK Lokomotiv Moskva       |          |
| Kamil Glik            | 3. února 1988     | Benevento Calcio          |          |
| Bartosz Bereszyński   | 12. července 1992 | UC Sampdoria              |          |
| Michał Helik          | 9. září 1995      | Barnsley FC               |          |
| Tymoteusz Puchacz     | 23. ledna 1999    | Lech Poznań               |          |
| Záložníci             |                   |                           |          |
| Paweł Dawidowicz      | 20. května 1995   | Hellas Verona FC          |          |
| Kacper Kozłowski      | 16. října 2003    | Pogoń Szczecin            |          |
| Karol Linetty         | 2. února 1995     | Turín FC                  |          |
| Grzegorz Krychowiak   | 29. ledna 1990    | FK Lokomotiv Moskva       |          |
| Mateusz Klich         | 13. června 1990   | Leeds United FC           |          |
| Jakub Moder           | 7. dubna 1999     | Brighton & Hove Albion FC |          |
| Przemysław Płacheta   | 23. března 1998   | Norwich City FC           |          |
| Przemysław Frankowski | 12. dubna 1995    | Chicago Fire              |          |
| Piotr Zieliński       | 20. května 1994   | SSC Neapol                |          |
| Kamil Jóźwiak         | 22. dubna 1998    | Derby County FC           |          |
| Útočníci              |                   |                           |          |
| Robert Lewandowski –  | 21. srpna 1988    | FC Bayern Mnichov         |          |
| Karol Świderski       | 23. ledna 1997    | PAOK Soluň                |          |
| Dawid Kownacki        | 14. března 1997   | Fortuna Düsseldorf        |          |
| Jakub Świerczok       | 28. prosince 1992 | Piast Gliwice             |          |

### Slovensko
Hlavní trenér:  Štefan Tarkovič

| Jméno             | Datum narození     | Klub                 |          |
| Brankáři          | Brankáři           | Brankáři             | Brankáři |
| ----------------- | ------------------ | -------------------- | -------- |
| Martin Dúbravka   | 15. ledna 1989     | Newcastle United FC  |          |
| Dušan Kuciak      | 21. května 1985    | Lechia Gdańsk        |          |
| Marek Rodák       | 13. prosince 1996  | Fulham FC            |          |
| Obránci           |                    |                      |          |
| Peter Pekarík     | 30. října 1986     | Hertha BSC           |          |
| Denis Vavro       | 10. dubna 1996     | SD Huesca            |          |
| Martin Valjent    | 11. prosince 1995  | RCD Mallorca         |          |
| Ľubomír Šatka     | 2. prosince 1995   | Lech Poznań          |          |
| Milan Škriniar    | 11. února 1995     | FC Inter Milán       |          |
| Tomáš Hubočan     | 17. září 1985      | AC Omonia            |          |
| Dávid Hancko      | 13. prosince 1997  | AC Sparta Praha      |          |
| Martin Koscelník  | 2. března 1995     | FC Slovan Liberec    |          |
| Záložníci         |                    |                      |          |
| Ján Greguš        | 29. ledna 1991     | Minnesota United FC  |          |
| Vladimír Weiss    | 30. listopadu 1989 | ŠK Slovan Bratislava |          |
| Ondrej Duda       | 5. prosince 1994   | 1. FC Köln           |          |
| Tomáš Suslov      | 7. června 2002     | FC Groningen         |          |
| László Bénes      | 9. září 1997       | FC Augsburg          |          |
| Patrik Hrošovský  | 22. dubna 1992     | KRC Genk             |          |
| Marek Hamšík –    | 27. července 1987  | IFK Göteborg         |          |
| Lukáš Haraslín    | 26. května 1996    | US Sassuolo Calcio   |          |
| Juraj Kucka       | 26. února 1987     | Parma Calcio 1913    |          |
| Stanislav Lobotka | 25. listopadu 1994 | SSC Neapol           |          |
| Jakub Hromada     | 25. května 1996    | SK Slavia Praha      |          |
| Útočníci          |                    |                      |          |
| Róbert Boženík    | 18. listopadu 1999 | Feyenoord            |          |
| Róbert Mak        | 8. března 1991     | Ferencvárosi TC      |          |
| Michal Ďuriš      | 1. června 1988     | AC Omonia            |          |
| Ivan Schranz      | 13. září 1993      | FK Jablonec          |          |

## Skupina F

### Maďarsko
Hlavní trenér:  Marco Rossi

| Jméno               | Datum narození     | Klub                        |          |
| Brankáři            | Brankáři           | Brankáři                    | Brankáři |
| ------------------- | ------------------ | --------------------------- | -------- |
| Péter Gulácsi       | 6. května 1990     | RB Leipzig                  |          |
| Dénes Dibusz        | 16. listopadu 1990 | Ferencvárosi TC             |          |
| Ádám Bogdán         | 27. září 1987      | Ferencvárosi TC             |          |
| Obránci             |                    |                             |          |
| Ádám Lang           | 17. ledna 1993     | AC Omonia                   |          |
| Ákos Kecskés        | 4. ledna 1996      | FC Lugano                   |          |
| Attila Szalai       | 20. ledna 1998     | Fenerbahçe SK               |          |
| Attila Fiola        | 17. února 1990     | Fehérvár FC                 |          |
| Willi Orbán         | 3. listopadu 1992  | RB Leipzig                  |          |
| Loïc Négo           | 15. ledna 1991     | Fehérvár FC                 |          |
| Gergő Lovrencsics   | 1. září 1988       | Ferencvárosi TC             |          |
| Endre Botka         | 25. srpna 1994     | Ferencvárosi TC             |          |
| Bendegúz Bolla      | 22. listopadu 1999 | Fehérvár FC                 |          |
| Záložníci           |                    |                             |          |
| Ádám Nagy           | 17. června 1995    | Bristol City FC             |          |
| Tamás Cseri         | 15. ledna 1988     | Mezőkövesdi SE              |          |
| András Schäfer      | 13. dubna 1999     | FC DAC 1904 Dunajská Streda |          |
| László Kleinheisler | 8. dubna 1994      | NK Osijek                   |          |
| Dániel Gazdag       | 2. března 1996     | Philadelphia Union          |          |
| Roland Varga        | 23. ledna 1990     | MTK Budapešť                |          |
| Dávid Sigér         | 30. listopadu 1990 | Ferencvárosi TC             |          |
| Kevin Varga         | 30. března 1996    | Kasımpaşa SK                |          |
| Útočníci            |                    |                             |          |
| Ádám Szalai –       | 9. prosince 1987   | 1. FSV Mainz 05             |          |
| Filip Holender      | 27. července 1994  | FK Partizan                 |          |
| Roland Sallai       | 22. května 1997    | SC Freiburg                 |          |
| Nemanja Nikolić     | 31. prosince 1987  | Fehérvár FC                 |          |
| Szabolcs Schön      | 27. září 2000      | FC Dallas                   |          |
| János Hahn          | 15. března 1995    | Paksi FC                    |          |

### Portugalsko
Hlavní trenér:  Fernando Santos

| Jméno               | Datum narození     | Datum úmrtí                       | Klub                       |          |
| Brankáři            | Brankáři           | Brankáři                          | Brankáři                   | Brankáři |
| ------------------- | ------------------ | --------------------------------- | -------------------------- | -------- |
| Rui Patrício        | 15. února 1988     |                                   | Wolverhampton Wanderers FC |          |
| Anthony Lopes       | 1. října 1990      |                                   | Olympique Lyon             |          |
| Rui Silva           | 7. února 1994      |                                   | Granada CF                 |          |
| Obránci             |                    |                                   |                            |          |
| Nélson Semedo       | 16. listopadu 1993 |                                   | Wolverhampton Wanderers FC |          |
| Pepe                | 26. února 1983     |                                   | FC Porto                   |          |
| Rúben Dias          | 14. května 1997    |                                   | Manchester City FC         |          |
| Raphaël Guerreiro   | 22. prosince 1993  |                                   | Borussia Dortmund          |          |
| José Fonte          | 22. prosince 1983  |                                   | Lille OSC                  |          |
| Diogo Dalot         | 18. března 1999    |                                   | AC Milán                   |          |
| Nuno Mendes         | 19. června 2002    |                                   | Sporting CP                |          |
| Záložníci           |                    |                                   |                            |          |
| João Moutinho       | 8. září 1986       |                                   | Wolverhampton Wanderers FC |          |
| Bernardo Silva      | 10. srpna 1994     |                                   | Manchester City FC         |          |
| Bruno Fernandes     | 8. září 1994       |                                   | Manchester United FC       |          |
| Danilo Pereira      | 9. září 1991       |                                   | Paris Saint-Germain FC     |          |
| William Carvalho    | 7. dubna 1992      |                                   | Real Betis                 |          |
| Renato Sanches      | 18. srpna 1997     |                                   | Lille OSC                  |          |
| Gonçalo Guedes      | 29. listopadu 1996 |                                   | Valencia CF                |          |
| Rúben Neves         | 13. března 1997    |                                   | Wolverhampton Wanderers FC |          |
| Pedro Gonçalves     | 28. června 1998    |                                   | Sporting CP                |          |
| Sérgio Oliveira     | 2. června 1992     |                                   | FC Porto                   |          |
| João Palhinha       | 9. července 1995   |                                   | Sporting CP                |          |
| Útočníci            |                    |                                   |                            |          |
| Cristiano Ronaldo – | 5. února 1985      |                                   | Juventus FC                |          |
| André Silva         | 6. listopadu 1995  |                                   | Eintracht Frankfurt        |          |
| Rafa Silva          | 17. května 1993    |                                   | Benfica Lisabon            |          |
| Diogo Jota          | 4. prosince 1996   | 3. července 2025 (ve věku 28 let) | Liverpool FC               |          |
| João Félix          | 10. listopadu 1999 |                                   | Atlético Madrid            |          |

### Francie
Hlavní trenér:  Didier Deschamps

| Jméno             | Datum narození     | Klub                     |          |
| Brankáři          | Brankáři           | Brankáři                 | Brankáři |
| ----------------- | ------------------ | ------------------------ | -------- |
| Hugo Lloris –     | 26. prosince 1986  | Tottenham Hotspur FC     |          |
| Steve Mandanda    | 28. března 1985    | Olympique Marseille      |          |
| Mike Maignan      | 3. července 1995   | Lille OSC                |          |
| Obránci           |                    |                          |          |
| Benjamin Pavard   | 28. března 1996    | FC Bayern Mnichov        |          |
| Presnel Kimpembe  | 13. srpna 1995     | Paris Saint-Germain FC   |          |
| Raphaël Varane    | 25. dubna 1993     | Real Madrid              |          |
| Clément Lenglet   | 17. června 1995    | FC Barcelona             |          |
| Kurt Zouma        | 27. října 1994     | Chelsea FC               |          |
| Lucas Digne       | 20. července 1993  | Everton FC               |          |
| Lucas Hernández   | 14. února 1996     | FC Bayern Mnichov        |          |
| Léo Dubois        | 14. září 1994      | Olympique Lyon           |          |
| Jules Koundé      | 12. listopadu 1998 | Sevilla FC               |          |
| Záložníci         |                    |                          |          |
| Paul Pogba        | 15. března 1993    | Manchester United FC     |          |
| Thomas Lemar      | 12. listopadu 1995 | Atlético Madrid          |          |
| Corentin Tolisso  | 3. srpna 1994      | FC Bayern Mnichov        |          |
| N'Golo Kanté      | 29. března 1991    | Chelsea FC               |          |
| Adrien Rabiot     | 3. dubna 1995      | Juventus FC              |          |
| Moussa Sissoko    | 16. srpna 1989     | Tottenham Hotspur FC     |          |
| Kingsley Coman    | 13. června 1996    | FC Bayern Mnichov        |          |
| Útočníci          |                    |                          |          |
| Antoine Griezmann | 21. března 1991    | FC Barcelona             |          |
| Olivier Giroud    | 30. září 1986      | Chelsea FC               |          |
| Kylian Mbappé     | 20. prosince 1998  | Paris Saint-Germain FC   |          |
| Ousmane Dembélé   | 15. května 1997    | FC Barcelona             |          |
| Karim Benzema     | 19. prosince 1987  | Real Madrid              |          |
| Wissam Ben Yedder | 12. srpna 1990     | AS Monaco FC             |          |
| Marcus Thuram     | 6. srpna 1997      | Borussia Mönchengladbach |          |

### Německo
Hlavní trenér:  Joachim Löw

| Jméno              | Datum narození    | Klub                     |          |
| Brankáři           | Brankáři          | Brankáři                 | Brankáři |
| ------------------ | ----------------- | ------------------------ | -------- |
| Manuel Neuer –     | 27. března 1986   | FC Bayern Mnichov        |          |
| Bernd Leno         | 4. března 1992    | Arsenal FC               |          |
| Kevin Trapp        | 8. července 1990  | Eintracht Frankfurt      |          |
| Obránci            |                   |                          |          |
| Antonio Rüdiger    | 3. března 1993    | Chelsea FC               |          |
| Marcel Halstenberg | 27. září 1991     | RB Leipzig               |          |
| Matthias Ginter    | 19. ledna 1994    | Borussia Mönchengladbach |          |
| Mats Hummels       | 16. prosince 1988 | Borussia Dortmund        |          |
| Niklas Süle        | 3. září 1995      | FC Bayern Mnichov        |          |
| Lukas Klostermann  | 3. června 1996    | RB Leipzig               |          |
| Robin Gosens       | 5. července 1994  | Atalanta BC              |          |
| Emre Can           | 12. ledna 1994    | Borussia Dortmund        |          |
| Robin Koch         | 17. července 1996 | Leeds United FC          |          |
| Christian Günter   | 28. února 1993    | SC Freiburg              |          |
| Záložníci          |                   |                          |          |
| Joshua Kimmich     | 8. února 1995     | FC Bayern Mnichov        |          |
| Toni Kroos         | 4. ledna 1990     | Real Madrid              |          |
| Serge Gnabry       | 14. července 1995 | FC Bayern Mnichov        |          |
| Jonas Hofmann      | 14. července 1992 | Borussia Mönchengladbach |          |
| Jamal Musiala      | 26. února 2003    | FC Bayern Mnichov        |          |
| Florian Neuhaus    | 16. března 1997   | Borussia Mönchengladbach |          |
| Leon Goretzka      | 6. února 1995     | FC Bayern Mnichov        |          |
| Leroy Sané         | 11. ledna 1996    | FC Bayern Mnichov        |          |
| İlkay Gündoğan     | 24. října 1990    | Manchester City FC       |          |
| Útočníci           |                   |                          |          |
| Kai Havertz        | 11. června 1999   | Chelsea FC               |          |
| Kevin Volland      | 30. července 1992 | AS Monaco FC             |          |
| Timo Werner        | 6. března 1996    | Chelsea FC               |          |